# 王傑 (歌手)
王傑（英語：Dave Wang Chieh；1962年10月20日—) 原名王大為，華語樂壇創作男歌手、音樂製作人和演員，與齊秦、童安格、周華健一起被歌迷封為「台灣四大天王」，是公認的二十世紀八、九十年代最具指標性的華語歌手。其歌曲在大中華地區及美、加、星、馬、日、韓等地擁有廣泛影響力；大量歌曲亦被越、緬、泰等東南亞國家歌手翻唱。
飛碟唱片早期宣傳文案稱王傑爲「昨日的浪子．今日的巨星．明日的傳奇」。1987年以一場遊戲一場夢於台灣出道，成為當時樂壇最受矚目的黑馬，接下來的幾張唱片也創下了罕見的銷量紀錄。1987年末出道至1991年僅三年多時間就售出逾1千萬張唱片。王傑多年參與慈善事業，曾經為1991中國華東水災捐款百萬，也多次捐助弱勢團體，參與各地及聯合國兒童慈善基金會的慈善活動。1993年，獲得民生報主辦的十大偶像與最佳歌藝偶像兩大獎項，並接受大陸央視春晚邀請，演唱歌曲《回家》。1995年美國光年娛樂公司對亞洲市場調查後肯定王傑在華語地區的歌唱地位，邀請其與菲律賓歌手莉亞·莎隆嘉以中英文對唱聯合國五十周年紀念專輯《地球人》中的主題歌曲〈讓你的生命裡有我〉，成為唯一參與的華裔歌手。1999年後於香港推出的《傷心1999》、《心癮》、《不浪漫罪名》等歌曲在華語樂壇再度走紅。王傑在與英皇合約的後期因各種原因被公司雪藏。2009年與英皇約滿之後，在世界各地舉辦巡迴演唱會，受到新老歌迷熱情支持。
他是第一位在北京五棵松體育館開四面台個人演唱會的藝人。新浪娛樂專欄寫道「八、九十年代，王傑真的是比肩台灣的齊秦、香港四大天王的一線巨星，他的那些金曲，也和已經消逝的飛碟唱片一起，成為台灣流行音樂一個時代的象徵......王傑的人生，真像他歌中唱的那樣滄桑不平。」。2014年5月17日在北京工人體育場舉行五萬人演唱會上，五萬人齊唱卡拉OK，數次掀起高潮，顯示出了跨越時代的「傑式」魅力和影響力。2018年12月19日，王傑在出道31週年之際發行了一張數位專輯《我知道我是一個已經過氣的歌手》，之後淡出歌壇於加拿大定居。2022年12月7日，華納音樂正式宣佈王傑將擕全新創作單曲《一場遊戲一場夢(結束篇)》回歸樂壇，單曲於同年12月14日在Hit FM進行首播；12月19日，即王傑出道35週年之際單曲於各大音樂串流平台上線，單曲MV於2023年元旦上線。2023年1月5日，宣佈全新創作專輯《這場遊戲那場夢》將於同年1月13日發行實體唱片，並於同年1月6日於各大唱片行開放預購。2024年1月榮獲2023年度華語金曲獎十大国语唱片奖

## 背景
王傑父親王俠是力行劇團及亞洲影業出身的台灣演員，1965年赴港發展，加入邵氏兄弟成為合約演員。母親是台語電影演員許玉。另有兄、姊、妹各一人。王傑在邵氏片場長大，自3歲起便擔任童星，參與多部邵氏電影的演出與擔任替身。早年就讀數間小學，其中一所是大埔仔廣培學校，又曾入讀坑口聖雲仙學校（現為聖雲仙兒童中心），12歲時因父母離異而被送至三育書院當寄宿生。自此之後，父母不聞不問，且返台生活，甚至沒有替王傑繳學費，於是他要靠著自己做清潔工以及在邵氏的朋友和老師資助下，才能完成學業。歷此重大變故，王傑變得較為早熟，性格上也變得較為憂鬱及傷感。這段期間，王傑開始透過學習樂器與創作歌曲來抒發情緒，也在學校的羅馬尼亞籍音樂老師指導下練習歌唱技巧。14歲這年，寫下歌曲〈娃娃在哭了〉。中七畢業後於同校大專部讀物理，一年後因受到教授言辭侮辱、同教授打架而被退學。退學後曾經住在籠屋，在街頭賣藝及打零工為生。
17歲時，王傑隻身到臺灣工作。因父母離異的關係，讓王傑一直渴望能有個完整的家，19歲時一次英雄救美而邂逅第一任妻子，二人在橋下以兩瓶益力多訂下終身，簽下婚約誕下女兒(七個月的早產嬰孩)。王傑結婚後，為希望長期居留臺灣，所以於18歲時決定入伍服兵役，在金門縣的大膽島擔任陸軍下士班長，後入選兩棲偵察營。可惜因被王母屢屢逼迫半夜與客人伴舞，王妻忍受不了，最終留下信件出走告別。退伍後，王傑發現妻子拋下他和女兒離去，非常傷心，並自責一生最對不起的人正是第一任妻子。王傑成為單親父親，獨自一人撫養女兒，日子過得相當辛苦。這段期間他曾從事過快遞員、計程車司機、貨車司機、服務生、廚師、調酒師、酒廊歌手、特技演員等工作；最多曾經一天打四份工，也曾橋底露宿。有一次父女已經餓了好幾天，於是王傑帶著女兒到台北忠孝東路一家餐廳吃飯，之後兩人未付錢就拔腿逃走。王傑女兒從小和他一起吃苦，但卻從未抱怨。二人一起吃陽春麵，鹵蛋也對半分。不過王傑自言後來在片場賺到錢後多拿幾個飯盒回家。特技演員的工作也令王傑多次受傷；其中最嚴重的一次，他的手腳折斷，大腿被鋼筋貫穿，最後還要由消防員救出，至今左手臂和大腿依然留有固定鋼片。直至成為歌手後，王傑經濟狀況才有所改善，並得以藉版稅收益維持日常生活。對他來說，最快樂是帶著女兒去吃她最喜歡的牛扒。

## 演唱風格
王傑的嗓音相當獨特，被業界譽為「把感情和音樂結合的最好的歌手」，高楓 (歌手)，「情歌王子」張信哲，杨宗纬，五月天主唱陈信宏等起初就是從喜歡王傑到模仿王傑而走向成名的。王傑充滿感情的吼腔演唱法讓王傑的歌曲有相當強烈的感染能力；王傑聲線有很強的辨識度，歌聲本身就流露出滄桑悲涼的感覺，同時王傑亦具備與眾不同的高音，是華人樂壇可以唱出高音C的男歌手，在演繹歌曲時往往能透過充滿穿透力與爆發力的嗓音，將歌曲的高低起伏詮釋得淋漓盡致，個人形象與唱腔風格的統一，也讓王傑從出道第一張專輯《一場遊戲一場夢》便登上巨星之列，並銜接起了著名歌手鄧麗君之後的臺灣巨星斷層。而不少人認為王傑唱歌之所以悲苦動人，應與他辛苦的成長背景與感情經歷有關。而王傑的聲線也被公認為幾乎無法模仿，即使能模仿他的唱腔，也不可能唱出他獨有的味道。曾經被坊間稱為「歌壇浪子」「華語第一人」等稱呼。

## 事業
王傑的歌唱事業大致可分為四個階段：
在飛碟唱片時期（1987-1995）從第一張專輯便一砲而紅，並與唱片公司簽一年兩張國語、兩張粵語之唱片約(也就是一年發行四張專輯)，王傑於飛碟唱片的發行的前九張專輯，在臺灣平均銷量則高達40萬張以上，張張暢銷，在沒有任何宣傳的情況下，一張新唱片至少也能賣20-30萬張。他是第一位在香港紅磡體育館舉辦演唱會之臺灣男歌手，是臺灣歌手赴港最成功的一位，當時電視劇身價與電影片酬、歌酬均創下紀錄。後因長期工作量過於龐大而罹患厭食症。王傑於1993年結婚後不久，便移民至加拿大療養身體，甚少返台宣傳與曝光。與此同時，華納唱片公司收購飛碟唱片成為飛碟唱片命運的轉折點，彭國華、陳樂融、陳大力等未受到重用，影響了王傑的唱片製作品質和宣傳力度，導致唱片銷量的下滑。
在波麗佳音時期（1996-1998）所推出的五張專輯，包括《忘了所有》、《起點》等等，質素均一如以往的高，但因缺乏宣傳推廣而被大眾所忽略。
在英皇娛樂時期（1999-2009）的王傑因不滿英皇唱片公司過度干涉其音樂創作與習慣性炒作新聞，與公司關係日漸惡化並遭到冷凍，亦被負面新聞纏身。儘管王傑多次解釋與澄清，形象也大受打擊。在英皇的最後時光，某次活動结束后，王傑被身邊某間香港合作公司的幕後工作人員，偷偷在王傑的紙杯飲料裡下藥，導致嗓子被破壞失聲，不能再像從前的發聲，漸漸連頭髮都呈現脫髮的狀態，需要帶假髮生活近2年，王傑自此聲域變成低啞，不像以前的聲腔。王傑遭逢此惡毒手法，讓王傑一度消沉，訪遍香港各間中西醫都不能治療痊癒。後來秘密回台找台灣的中醫診治，經過數次才終於稍微恢復。
演藝重心轉往中國大陸（2009-至今）2009年，王傑與英皇解約之後，便不在香港進行演藝事業，遂將演藝重心轉往中國大陸，並展開一連串巡迴演唱會，其中在山西太原的演唱會更是刷新當地票房紀錄，在2014年5月17日的北京工人體育場完成《王者歸來》系列最終場，並創下5萬人到場的紀錄。近年踢入2020年代，據王傑在節目訪談所說：他隨著年紀增長，發現內心越來越脆弱，而且沒有勇氣去面對鋼琴獨奏唱老歌，因為彈奏當下許多傷感往事便會逐一浮現，即便能忍著哽咽唱著，但內心卻是痛到無法自拔，讓他自嘆太沒用了，且他認為失去的嗓音已經失去了，就像光陰逝去豈能再回，他表示已經事過境遷，從來就沒怨過恨過誰，早已經學會了化悲憤為力量，那裡跌到就那裡爬起，打算在發布了最後一張專輯《我知道我是一個已經過氣的歌手》後，便隱居加拿大，離開樂壇。2023年1月13日，發行專輯《這場遊戲那場夢》。

## 飛碟唱片時期：1987-1995
1987年
- 王傑在飛碟唱片製作人李壽全的賞識之下，加盟飛碟唱片，於12月發行個人首張專輯《一場遊戲一場夢》，推出不久後銷售便突破30萬張，雄霸排行榜冠軍長達半年之久，成為當時樂壇最受矚目的黑馬[38]。

1988年
- 第二張專輯《忘了你忘了我》，仍舊延續銷售熱潮，銷售突破8白金（40萬張，現已累計60萬張以上），並成為臺灣1988年「十大暢銷唱片」的冠軍，主打歌「忘了你忘了我」及「你是我胸口永遠的痛」登上新加坡龍虎榜冠軍，年度銷量勇奪全年亞軍，直逼出道多年的老將譚詠麟，而在馬來西亞方面，王傑兩張專輯均突破雙白金，創下當地罕見的銷量紀錄。

1989年
- 第三張專輯《是否我真的一無所有》，推出不久後銷量便突破50萬大關，再度締造新紀錄，而主打歌「是否我真的一無所有」的MV中，邀請劉德華共同演出。
- 於2月進軍香港，加盟華納唱片，推出首張粵語專輯《故事的角色》，連續24周保持在全港中文唱片銷量榜「十大」之內（其中有16周高踞銷量榜三甲之內），銷量破5白金，成為第一位首次出片銷量即過5白金的歌手，造成香港樂壇轟動，王傑旋即成為各大片商及演唱會經濟人爭相邀約的對象，專輯中的歌曲「可能」、「還有」、「故事的角色」均打進香港中文歌曲龍虎榜前10名。
- 3月，王傑做為臺灣代表受邀前往日本沖繩參加亞洲音樂祭演唱[39]；歌曲「可能」入選香港無線電視第一季季選[40]。
- 4月，王傑主演的國片七匹狼上映，票房創下8000萬的紀錄。
- 5月，王傑在香港相繼出版兩張國語唱片《一場遊戲一場夢》、《忘了你忘了我》，分別位居排行榜第3、第6位，而《故事的角色》依舊穩守第4位，王傑在香港打下傲人成績；歌曲「幾分傷心幾分癡」入選香港無線電視第二季季選；之後參與民主歌聲獻中華籌款活動演唱。
- 6月，香港國際唱片業協會頒贈白金唱片，王傑成為臺灣首位獲獎者(註：蘇芮獲得金唱片)[41]。
- 7月，王傑前往新加坡連開三場演唱會，為臺灣首位在萬人場地表演的歌手，演唱會座無虛席，反應十分熱烈。
- 8月，再次參與電影七匹狼2演出，於臺灣、新加坡、馬來西亞同步發行第四張專輯《孤星》，香港推出第二張粵語專輯《誰明浪子心》，連續三週高踞銷量榜冠軍，主打歌「誰明浪子心」於香港大紅，更讓王傑氣勢一時無兩。
- 9月，全世界銷量突破50白金，唱片公司頒贈唱片牆予王傑；另外臺灣區唱片商業同業公會、消基會、華視、民生報聯合開辦金曲龍虎榜，王傑《孤星》專輯在開榜後勢如破竹地蟬聯八週冠軍，也於年底總排行拿下冠軍。若說金曲龍虎榜為往後臺灣流行音樂相當重要的指標，王傑即是開山始祖[42]。
- 11月，入圍第一屆金曲獎最佳男歌手，之後成立自己的「WANG」音樂工作室，12月，主演華視8點檔連續劇「養子不教誰之過」，片酬為每小時12萬，創下當時國內紀錄，並當選唱片月刊票選89年點播率最高男歌星。

1990年
- 於1月分的香港三大音樂頒獎禮上橫掃所有新人獎項，為臺灣灣第一位創下此紀錄之歌手，並且憑藉《誰明浪子心》拿下「十大勁歌金曲獎」、「十大中文金曲獎」兩項大獎，更獲得香港作曲家及作詞家協會頒發的最佳作曲獎[43]。
- 2月在香港體育館舉辦一連六場的個人演唱會，為臺灣第一位登上紅館之男歌手，六場皆爆滿，累計超過十萬人次觀賞；並與香港永盛電影公司簽下3年6部電影的合約，每部片酬高達百萬港幣，創下臺灣藝人赴港發展的新紀錄[27]，之後赴日本北海道拍攝鐵達時[44]錶廣告。
- 4月應邀赴美加各大都市巡迴演唱，共計18天，於華人僑社間引發一陣王傑旋風，之後亦於臺灣展開演唱會。
- 8月，主唱電影「異域」主題曲「家 太遠了」、「亞細亞的孤兒」，電影原聲帶專輯突破23萬張。
- 10月，在香港與歌影迷歡慶生日，並宣佈成立「國際歌影迷互助會」。拍攝杜琪峰導演的電影至尊無上II之永霸天下，合演的有劉德華、陳法蓉、吳倩蓮。而原應日本NHK電視台之邀赴日本拍攝專題，因釣魚台事件而斷然拒絕。
- 11月，投入電影戰龍在野的拍攝。

1991年
- 1月，推出第七張國語專輯《為了愛夢一生》專輯叫好又叫座，也使王傑歌唱事業攀上第二個高峰。
- 5月，推出粵語精選輯《今生無悔》出片當周旋即登上排行榜寶座，蟬聯7周銷售冠軍。
- 7月，推出第八張國語專輯《忘記你不如忘記自己》。出片雙週銷售即破20萬張；王傑於一年內連續推出三張唱片均創下白金佳績，成績傲人。新聞局安排日本影劇休閒專業報「運動新聞報」專訪，並探詢赴日發展的可能性。《忘記你不如忘記自己》榮登民生報「金曲龍虎榜」秋季排行總冠軍。
- 11月，《為了愛夢一生》入圍第三屆金曲獎最佳專輯獎。出道5年內，王傑國、粵語計13張專輯銷售已超過一千萬張，香港華納公司舉行「王傑飛越200白金新紀元」慶祝會以茲慶祝[45]
- 12月，分別以專輯《一生心碎》及「心痛」單曲，同時榮登香港電台中文台「香港大碟榜」及「中文歌曲龍虎榜」，為臺灣藝人揚眉吐氣。王傑於此時不斷受邀前往中國内地開巡迴演唱，唱酬為港幣七位數，地點任由王傑挑選，而王傑堅持穿上繡有青天白日滿地紅（中華民國國旗）的皮夾克才肯開唱，並推掉了數十次的邀約，也因此王傑在當紅時期從未跨足中國内地開大型演唱會（直至2000年復出，英皇娛樂才將王傑打向内地市場）。

1992年
- 1月出版第九張國語專輯《All By Himself》，專輯內詞曲全由王傑包辦，銷售突破8白金。
- 2月分舉行“你愛的 王傑愛你演唱會”，王傑以個人酬勞招待高雄當地500名孤兒前來度過一個溫暖的新年假期。並榮獲台視強棒出擊92夢中情人票選男藝人榜首。
- 5月分，參演香港電視劇為無線電視臺25周年紀年特別企劃《血濺塘西》中擔任男主角。
- 7月發行個人第十張國語專輯《英雄淚》，此張專輯王傑滯港未做宣傳，銷售依舊突破8白金，接著在香港推出第七張粵語專輯《封鎖我一生》銷量亦創佳績，王傑返台後以臺灣為基地正式成立“王傑朋友會（WANG&FRIENDS）”領導全世界歌友凝聚力量，發揮愛心，幫助世人。
- 8月在臺北凱悅飯店舉行“王傑朋友會”第一次入會宣誓活動，並舉辦慈善活動，當場募集費用20萬元，全數捐出。
- 10月發行臺灣史上第一張單曲《回家》銷量突破25萬張，同年《王傑朋友會》台灣入會會員突破九千人。
- 11月，推出第一張影視歌曲精選輯《影視金曲》，銷量兩周已突破4白金。第二次入圍金曲獎最佳男演唱。之後亦當選青春快遞雜誌主辦的十二大天王選票活動；而在中央廣播電台統計的中國聽眾點歌排行榜及最關心的台灣藝人排行榜，王傑均高居第一名[46]。

1993年
- 王傑作為臺灣的演唱代表，在中國大陆中央電視台舉辦的春節晚會節目中，演唱歌曲「回家」（兩岸即時連線播出，王傑本人並未到内地現場）[47]。
- 憑藉去年度發行的《英雄淚》及《All By Himself》兩張專輯，分別拿下1992亞洲華語唱片排行榜第一名及第五名之傲人成績[48]。
- 參與由民生報主辦的1992十大偶像頒獎，王傑個人獨得十大偶像與最佳歌藝偶像兩座獎項[49]。並以《All By Himself》專輯拿下臺灣金曲龍虎榜1992年總排行亞軍，為榜上唯一個人全創作專輯[50]；4月27日，王傑因奉子成婚與妻子莫綺雯於臺北君悅大飯店舉行盛大的婚禮，政商界人士與演藝圈的好友均參與王傑的婚禮，台視節目歡樂急轉彎也特別採訪[51]、不久後香港電視台也為王傑製作特別節目，並邀請劉德華、杜德偉、呂方等藝人共同祝福王傑[52]。王傑於此年推出的兩張國語專輯《我》、《路》、粵語專輯《她》銷量與口碑亦有不錯成績。當年11月兒子出生。
- 9月，首度前往韓國，在漢城最大的唱片行舉行簽名活動，上千歌迷蜂擁而至，並受邀參與南韓電視台最受歡迎綜藝節目「全球音樂錄影帶」錄製個人特輯，這是除了港星劉德華、成龍之外，第一個獲此禮遇的台灣歌手，後更被韓國當地新聞媒體封為「亞洲歌聖」。
- 11月受邀前往新加坡國慶晚會「關懷之星耀獅城」擔任壓軸演唱[53]。

1994年
- 由於王傑長久以來負荷相當大的工作量，身體早已出現警訊，王傑罹患了厭食症與憂鬱症，體重下滑僅剩40多公斤，醫師告誡王傑需停止工作進行療養，因此王傑與妻子移民加拿大，自此也開始減少在熒光幕前出現，惟發片時才會從加拿大回來臺灣進行短暫宣傳，因月初發行《只要說你愛我》，王傑回臺舉辦小型歌友會，師弟林志穎、蘇有朋與師妹王韻嬋均擔任嘉賓，而此專輯銷量突破24萬張。
- 7月，推出第十四張國語專輯《候鳥》，主打歌「愛得太多」MTV創下在台灣三台無線電視聯播的創舉。
- 10月，參與韓國漢城華語大型演唱會演出，在港台歌手名單中為韓國最重視的台灣歌手[54]。

1995年
- 王傑希望將華人的音樂作到世界級水準並加以推廣，於是成立自己的「超凡音樂製作公司」，起用了新的創作班底，也積極培育新人；而聯合國為紀念成立50周年紀念，推出一張由全世界23位頂尖歌手攜手合唱的專輯，美國光年公司對亞洲市場調查後肯定王傑在華人的歌唱地位，特別邀請王傑演唱華語部份並與美國歌手莉亞·莎隆嘉以中英文對唱專輯《地球人》的主題曲「讓你的生命裡有我」，王傑成為唯一參與的華裔歌手；而王傑於此年推出的兩張國語專輯《夢在無夢的夜裡》、《情願不自由》反應與銷量皆不如以往；不久王傑與飛碟唱片、香港華納唱片約滿，於年底加盟波麗佳音唱片公司。

## 波麗佳音時期：1996-1998
1996年
- 2月推出在波麗佳音的第一張專輯《手足情深》。1996年4月，華納唱片推出王傑在94年已錄好的粵語專輯《啞巴的傑作》，亦是王傑在華納唱片的最後作品。8月推出創作專輯《忘了所有》，王傑於專輯中嘗試了創作舞曲，並擔任旗下新人梁立（現為東森電視女主播）的製作人，製作專輯《不假不真》。

1997年
- 2月推出《我愛你》，專輯分為紅色與藍色兩個版本，8月推出《起點》，答謝歌迷十年來的支持，並參與製作梁立的專輯《苦苦相逼》，好友張雨生於王傑生日當天（10月20日）在臺灣出車禍，王傑從加拿大急返臺灣；而王傑成立的公司在亞洲金融海嘯時全部清盤；港台媒體曾炒作王傑嗜賭如命，進出賭場賭注更高達上百萬[55]，王傑對此迅速否認；同年流出與莫綺雯婚變的消息。

1998年
- 8月推出《替身》。臺灣波麗佳音公司因經營不善而倒閉，王傑雖拿到千萬元賠償金，但亦完全消失歌壇，期間王傑均在加拿大度過；同年，王傑受邀擔任第三屆加拿大中文創作歌唱大賽之特別嘉賓，賽後教導當屆冠軍杜杰（第3屆超級星光大道參賽者）演唱中文歌曲的技巧。

## 英皇娛樂時期：1999-2009
1999年
- 於12月20日正式與英皇娛樂公司簽約並召開記者會，簽約金達3千萬港幣，由於王傑自1994年移民後便未再涉足香港樂壇，於臺灣發片的宣傳次數也屈指可數，返回香港的王傑，馬上引起歌迷矚目與媒體關注；1999年王傑登上星光熠熠耀保良時造成轟動，成為當天最出鋒頭的歌手，重新引起香港樂迷注意。而在記者的訪問中，王傑也坦承已與太太分居[56]。

2000年
- 復出的首張粵語專輯《Giving》，專輯中英皇安排容祖兒與王傑合唱《還有》，王傑極力提攜，容祖兒及後成香港著名歌手[57][58]；合發片當天銷量直達白金（5萬張），在IFPI銷量榜中，力壓四大天王張學友攀上第一位，更蟬聯香港IFPI銷量榜連續三週銷售冠軍，成為2000年香港本地5張白金唱片中的其一，接著在3月的『中國原創歌曲總評榜』頒獎典禮中拿下「亞太區最受歡迎男歌手」此項大獎[59][60]，王傑復出歌壇成功，許多片商與電視臺亦找王傑參演電影與拍攝電視劇，出現爭相搶人的情況[61]。而後王傑以百萬港幣片酬接演飆車之車神傳說、小李飛刀之飛刀外傳、陰陽愛、中華賭俠、俠骨仁心等電影（中、俠兩部後因檔期問題而未演出）[62][63]；8月返台推出第19張國語專輯《從今開始》，銷量達到雙白金；9月被評選為香港大學網站代言人及出任黃金形象大使。11月前往日本，與袁潔瑩、楊恭如拍攝電視音樂特輯，並於年底推出復出後第二張粵語專輯《HELLO!》。

2001年
- 2月，參加『中國原創音樂流行榜』的首度年度總頒獎典禮，獲得“全國榮譽至尊歌手大獎”和“優秀男歌手獎”兩項大獎[64]；4月推出《萬歲2001》新歌加精選，後於紅磡體育館連開三場“wang's 2001演唱會”，並安排香港、馬來西亞、臺灣、中國等地歌迷組團前來觀賞。

2002年
- 與師妹Twins拍攝電影這個夏天有異性，之後接演基督教福音電影賭神之神，並於4月先後前往美國、馬來西亞連開多場演唱會，7月推出專輯《愛與夢》，9月在師妹Twins紅磡演唱會擔任特別嘉賓。

2003年
- 1月24日在廣州天河體育館舉辦的2002年度『音樂先鋒榜』中獲得「香港傑出歌手獎」此一大獎[65]。
- 師弟、師妹容祖兒、陳奕迅等均參與拍攝王傑的「我愛的你愛的小角色」音樂連續劇，為王傑新專輯暖身造勢，王傑睽違3年再度返台推出新專輯《愛我的我愛的王傑》新歌加重唱，銷量不俗，登上新加坡銷量榜冠軍[66][67]，並與剛出道不久的師妹王心凌一起出席愛心公益活動[68]，3月21日王傑於台北舉行慈善演唱會，並將當天收入全數捐予公益團體。同年还跟成龙合作参演新警察故事。

2004年
- 於2月推出國語專輯《不孤單》，並在臺北西門町舉辦簽唱會；之後返回北京、上海、廣州、鄭州四地宣傳，而在鄭州舉行簽名會時湧入20,000多人，導致交通堵塞，簽名會被迫取消[69][70]；10月於美國大西洋城舉辦演唱會，11月底於北京舉辦個人演唱會，票房告捷[71]。

2005年
- 時隔1年半，推出國語專輯《甦醒》（中國引進版為《無聲電影》），出演電視劇老婆大人。並於10月在师妹容祖儿红磡演唱会担任特别嘉宾。

2006年
- 6月擔任劉家昌演唱會嘉賓，9月於故鄉西安舉辦演唱會，並於11月紅磡體育館参与《我们的世纪金曲演唱会》。

2007年
- 年初推出新專輯《別了瘋子》(英皇宣傳官方唱片名稱，王傑本人原屬意命名為 《瘋子》)，於臺灣之音龍虎榜上，三首主打歌先後拿下冠亞軍[72]，而王傑表示，英皇時常干涉他的音樂創作[73]，連專輯主打歌也突然被改動歌名，因此《別了瘋子》是他於英皇的最後一張專輯，等於是主動放棄後2年的唱片合約[74]，並且知情人士爆料英皇並未替王傑作任何宣傳[75]；接著在北京全國政協禮堂，擔任以“凝聚每份愛”為主題的晚會表演嘉賓，當晚他是唯一演出的香港歌手，獲得全場熱烈掌聲[76]；此時王傑仍與英皇處於緊繃狀態，外傳王傑仍然被公司打壓，甚至在中國同一首歌中預計演唱兩首歌也被刪減成一首歌，並將王傑演唱順序調到最後，讓王傑苦等多時[77]；12月參與大愛無疆慈善晚會，擔任壓軸演出，募得不少款項[78]。

2008年
- 10月擔任好友姜育恆上海慈善演唱會嘉賓[79]。

2009年
- 9月與英皇約滿回歸自由身，不久後發布新歌－「我知道我是一個已經過氣的歌手」的Demo[80]，直言自己的現狀，許多歌迷紛紛為其打氣，10月23日舉辦I AM BACK!演唱會，票房爆滿，王傑亦開始策劃舉辦世界巡迴演唱會。

## 誠利千代文化傳媒：2010-2018
2010年
- 2月在美國舉辦新年演唱會，8月7日於北京展開第一場巡迴演唱，是第一位在五棵松體育館開四面臺演唱的華語歌手[81]，10月23日至新加坡開第二場巡迴演唱、11月6日於天津開第三場巡迴演唱。

2011年
- 2月以487萬票，40.83%的得票率拿下2011年中國CCTV春節晚會最想看到的港台明星第一名[82]。5月23日至英國倫敦進行第四場巡迴演唱，6月18日重回五棵松體育館與齊秦、張信哲、周華健、趙傳、童安格舉行老友記大型演唱會[83]。
- 11月錄製中國中央電視台音樂頻道《音樂傳奇》製作的個人特輯-「誰明浪子心」（於11月16~18日連續三天播出）[84]。

2012年
- 3月錄製山東衛視《歌聲傳奇》節目，新生代歌手熊汝霖、蘇妙玲、李晟、李煒、李行亮翻唱其數首經典歌曲致敬[85]。
- 於9月和12月分别在广州，深圳和上海舉行三場巡迴演唱会。

2013年
- 4月，在河南的我是一哥萬人演唱會擔任壓軸演唱[86]，並受邀為鄧紫棋個人演唱會之嘉賓[87]。
- 被網友列為我是歌手2最受期待的歌手之一[88]，王傑坦言製作單位曾邀請過他，但他沒有參加的意願[89][90]。
- 5月3日出席馬來西亞舉辦的LoudFestAsia2013亞洲音樂節[91]，5月17日在杭州舉行王者歸來個人演唱會，上座率及售票狀況打破一向被稱為是票房毒藥的杭州，並同時在演唱會率先發佈新歌「零下十度」[92]。
- 7月，王杰成為《中国星力量》的評委及明星導師，
- 9月，在山西太原舉行的個人演唱會，刷新當地票房紀錄[93][94]。

2014年
- 1月18日擔任2014直通春晚總決賽評審。
- 5月17日於北京工人體育場結束其《王者歸來》系列演唱會，期間數度引發5萬名粉絲大合唱，氣氛相當熱烈[95][96]。
- 8月30日在廣東東莞展開新一系列的“王者”世界巡迴演唱會，也是東莞籃球中心建成以來在此舉辦的首場個唱，演唱會再次開啟四面台的模式，而在演唱會近尾聲時，更有激動的粉絲衝破欄桿的阻擋，衝上台欲強抱王傑，經保安攔下後演唱會才順利落幕[97]。
- 11月13日推出《2014 LIVE IN BEIJING 王者歸來世界巡迴演唱會 北京站 DVD》，內容均由王傑親手製作，是繼2001年香港紅磡演唱會後，睽違13年再度推出演唱會型式的DVD[98]。
- 12月20日受邀出席中國歌手白雪的全國巡迴演唱會（江陽站）之嘉賓。
- 12月31日在廣東珠海舉辦的跨年晚會壓軸演唱，並由珠江頻道、國際頻道、廣東南方衛視、音樂之聲、廣西影視頻道、馬來西亞嘉麗頻道同時全程直播[99]。

2015年
- 1月24日在廣東深圳灣春螢體育館，舉辦新系列的《王者》巡迴演唱會，全場一萬二千個座位全數坐滿，歌迷反應熱烈[100]。
- 7月4日在美国Reno市举行演唱会
- 7月10日出席蘭州風暴音樂節擔任壓軸演唱[101]。
- 8月8日重登五棵松體育館舉辦個人演唱會，依舊以四面台形式搭建舞台，並演唱了未曾在演唱會唱過的歌曲，如：「上帝也哭泣」、「我」、「沒有你我依然可以」、「我是真的愛上你」等[102]。
- 9月14日在中國中央電視台音樂頻道《CCTV音樂廳-縱情歌唱》節目中首播其「生來征服 2015北京演唱會」之演唱會錄影。
- 9月26日於澳門百老匯舞台舉辦個人演唱會，當晚全場座無虛席，氣氛高漲[103]。

2016年
- 5月7日在马来西亚云顶举办演唱会
- 7月29日在台北参加超犀利趴7的群星演唱会 压轴登台时间超过70分钟 并与五月天阿信合唱《一场游戏一场梦》
- 9月10日 在新加坡举行演唱会

2017年
- 4月23日在美国芝加哥举行演唱会
- 4月29日在美国加州举行演唱会
- 5月13日 录制《金曲捞》 节目（此节目2017年6月在江苏卫视首播）
- 5月25日 在北京录制《围炉音乐会》节目 （四川卫视2017年6月首播）

2018年
- 4月13日"U选1000"新加坡规模最大的音乐排行榜《一场游戏一场梦》高居排名（第4位）。是“U选1000”改制 90年代前金曲“让路”的最高排名。这首《一场游戏一场梦》金曲连续从2014 到2019排名在"U选1000"名列前十五名内！
- 9月29日 在美国加州举行演唱会
- 12月19日 發行第二張個人創作專輯《我知道我是一個已經過氣的歌手》

#### 2019年
- 3月31日 在美國新澤西州舉行演唱會

#### 2020年
- 10月9日 新加坡 96.3好FM“好歌发烧榜2020"热门八十（男歌手）主题 10大歌曲排行榜裡《一场游戏一场梦》排名（第2位）《惦记这一些》排名（第6位）。
- 10月16日 新加坡 96.3好FM“好歌发烧榜2020"（男女对唱）主题 10大歌曲排行榜裏《你是我胸口永远的痛》连续高居排名（第1位）《祈祷》排名（第9位）。
- 10月23日 新加坡 96.3好FM“好歌发烧榜2020"辉煌九零（男歌手）主题 10大歌曲排行榜裏《为了爱，梦一生》高居排名（第1位）《红尘有你》排名（第6位）。

#### 2021年
- 4月30日"U选1000"新加坡规模最大的音乐排行榜《红尘有你》高居排名（第21位）。是90年代最好排名的金曲，张学友《吻别》仅次在后排名（第100位）。

## 華納音樂時期：2022-至今
2022年
- 12月19日，紀念出道35周年，數位發行全新創作單曲《一場遊戲一場夢（結束篇）》。

2023年
- 1月13日，實體、數位同步推出十首全新創作專輯《這場遊戲那場夢》。亦是繼《All By Himself》、《我知道我是一個已經過氣的歌手》後，第三張個人創作專輯。
- 2月20日，以事先錄播的形式接受騰訊音樂的電台節目「浪潮榜」專訪，談及專輯籌備、歌曲創作背景。
- 2月27日~3月3日，連續五天分上午與晚間時段，以事先錄播的形式於Hit FM接受歌迷問答特輯。
- 10月3日，實體、數位同步發行個人創作專輯《無題》，亦為2018年數碼專輯《我知道我是一個已經過氣的歌手》首次實體出版。

## 音樂專輯

### 國語專輯
飛碟唱片發行
| 發行日         | 專輯                   | 備註                                                   |
| -------------- | ---------------------- | ------------------------------------------------------ |
| 1987年12月19日 | 《一場遊戲一場夢》     |                                                        |
| 1988年7月11日  | 《忘了你忘了我》       |                                                        |
| 1989年1月18日  | 《是否我真的一無所有》 |                                                        |
| 1989年8月11日  | 《孤星》               |                                                        |
| 1990年1月7日   | 《向太陽怒吼》         |                                                        |
| 1990年5月2日   | 《我要飛》             |                                                        |
| 1990年8月18日  | 《異域》               | 為電影原聲帶，王傑僅演唱「家太遠了」、「亞細亞的孤兒」 |
| 1991年1月1日   | 《為了愛夢一生》       |                                                        |
| 1991年7月11日  | 《忘記你不如忘記自己》 |                                                        |
| 1992年1月3日   | 《All By Himself》     |                                                        |
| 1992年7月3日   | 《英雄淚》             |                                                        |
| 1992年10月10日 | 《回家》               | 個人單曲，亦是台灣史上首張以單曲型態出版的專輯         |
| 1993年1月6日   | 《我》                 |                                                        |
| 1993年7月6日   | 《路》                 |                                                        |
| 1994年1月20日  | 《只要說你愛我》       | 分為寫真版和普通版                                     |
| 1994年7月11日  | 《候鳥》               |                                                        |
| 1995年2月24日  | 《夢在無夢的夜裡》     |                                                        |
| 1995年10月27日 | 《情願不自由》         | 香港版加收“啞巴的話”電臺特別版                         |

波麗佳音發行
| 發行日        | 專輯         | 備註                                                                     |
| ------------- | ------------ | ------------------------------------------------------------------------ |
| 1996年2月1日  | 《手足情深》 |                                                                          |
| 1996年8月31日 | 《忘了所有》 |                                                                          |
| 1997年2月24日 | 《我愛你》   |                                                                          |
| 1997年8月20日 | 《起點》     |                                                                          |
| 1998年8月1日  | 《替身》     | 台灣波麗佳音於1998年結束營業，故此專輯僅由馬來西亞波麗佳音於星馬地區發行 |

英皇娛樂發行
| 發行日        | 專輯                 | 備註                                                                                           |
| ------------- | -------------------- | ---------------------------------------------------------------------------------------------- |
| 2000年8月17日 | 《從今開始》         |                                                                                                |
| 2003年2月28日 | 《愛我的我愛的王傑》 | 『愛我的』是指歌迷們所喜歡王傑的那些成名代表作，『我愛的』則是王傑自己所喜歡的好歌與最新的歌曲 |
| 2004年2月18日 | 《不孤單》           |                                                                                                |
| 2005年9月30日 | 《甦醒》             |                                                                                                |
| 2007年1月2日  | 《別了瘋子》         |                                                                                                |

王傑個人名義發行
| 發行日         | 專輯                             | 備註               |
| -------------- | -------------------------------- | ------------------ |
| 2018年12月19日 | 《我知道我是一個已經過氣的歌手》 | 網路發行，無實體CD |

華納音樂發行
| 發行日        | 專輯               | 備註                                     |
| ------------- | ------------------ | ---------------------------------------- |
| 2023年1月13日 | 《這場遊戲那場夢》 |                                          |
| 2023年10月3日 | 《無題》           | 《我知道我是一個已經過氣的歌手》專輯實體 |

### 粵語專輯
| 發行日         | 專輯           | 備註                                                                   |
| -------------- | -------------- | ---------------------------------------------------------------------- |
| 1989年2月2日   | 《故事的角色》 |                                                                        |
| 1989年8月31日  | 《誰明浪子心》 |                                                                        |
| 1989年12月22日 | 《人在風雨中》 |                                                                        |
| 1990年10月10日 | 《流浪的心》   |                                                                        |
| 1991年11月30日 | 《一生心碎》   |                                                                        |
| 1992年6月3日   | 《封鎖我一生》 |                                                                        |
| 1993年5月19日  | 《她》         |                                                                        |
| 1996年5月31日  | 《啞巴的傑作》 | 94年已製作完成，後王傑未續約，因此直至96年才上架，且華納並未做任何宣傳 |
| 2000年1月18日  | 《Giving》     |                                                                        |
| 2000年12月19日 | 《HELLO!》     |                                                                        |
| 2002年7月12日  | 《愛與夢》     |                                                                        |

英語專輯
| 發行日       | 專輯         | 備註 |
| ------------ | ------------ | ---- |
| 1996年8月1日 | 《王傑外傳》 |      |

國語精選輯
| 發行日         | 專輯                                | 備註                                               |
| -------------- | ----------------------------------- | -------------------------------------------------- |
| 1993年10月15日 | 《浪子心》                          |                                                    |
| 1994年5月13日  | 《孤星夢》                          |                                                    |
| 1994年12月??日 | 《王傑風雲名曲精選》                | L D                                                |
| 1995年??月??日 | 《王傑風雲名曲精選II》              | L D                                                |
| 1996年4月1日   | 《一番傑作》                        |                                                    |
| 1997年??月??日 | 《華納國語超極品音色系列 王傑》     |                                                    |
| 1998年4月??日  | 《八面威風+VCD》                    | 波麗佳音(馬來西亞)發行                             |
| 1999年6月15日  | 《鐵漢柔情超級精選（牛仔布版）》    |                                                    |
| 1999年4月??日  | 《替身+傑出精選16》                 | 波麗佳音(PACIFIC)出版                              |
| 1999年8月??日  | 《鐵漢柔情超級精選（鐵盒版）》      |                                                    |
| 2000年8月25日  | 《最好2000世紀精選》                | 即"鐵漢柔情精選"雙CD+"一場遊戲一場夢"unplugged版本 |
| 2000年10月??日 | 《時代金選系列 王傑》               |                                                    |
| 2000年10月??日 | 《我們的王傑17》                    | 波麗佳音(PACIFIC)出版                              |
| 2003年3月14日  | 《孤星英雄淚 王傑 時代金選》        | 華納唱片出版                                       |
| 2004年         | 《王傑 No.1s 柔情精選》             | 華納唱片(馬來西亞)出版，另附VCD                    |
| 2008年2月10日  | 《我們的王傑十七首（LPCD45）》      | 豐華唱片(HK)出版                                   |
| 2013年6月28日  | 《王傑 我愛你最全盛紀錄(5DSD套裝)》 | 豐華唱片(HK)出版                                   |
| 2013年10月1日  | 《王傑 True Legend 101》            | 華納唱片出版                                       |

粵語精選輯
| 發行日         | 專輯                                      | 備註 |
| -------------- | ----------------------------------------- | --- |
| 1991年4月3日   | 《今生無悔》                              | 收錄無線電視劇《今生無悔》主題曲-今生無悔                                                                  |
| 1992年10月31日 | 《影視金曲》                              | 收錄無線電視劇《血濺塘西》 主題曲-假如能夠 及插曲-盼望                                                     |
| 1996年1月??日  | 《王傑經典》                              | |
| 1997年1月??日  | 《華納超極品音色系列 王傑》               | |
| 1998年1月??日  | 《華納我愛經典系列 王傑》                 | |
| 1999年2月??日  | 《傑作CD+VCD》                            | 收錄台灣電視劇"梅花三弄"(香港版) 主題曲-梅花三弄之(紅塵故事)                                               |
| 2001年4月3日   | 《萬歲2001》                              | 新歌加精選                                                                                                 |
| 2001年9月1日   | 《王傑+容祖兒 純音樂世界》                | |
| 2001年10月26日 | 《華納23週年紀念精選系列 王傑+VCD》       | |
| 2001年??月??日 | 《王傑華納至尊經典系列2CD》               | 華納(馬來西亞)出版                                                                                         |
| 2002年6月21日  | 《王傑精選 The Best Collection ( SACD )》 | 華納唱片發行                                                                                               |
| 2003年6月6日   | 《Giving DSD Version》                    | 英皇唱片發行 收錄“我會知道幾時要退”管弦樂版 全15首歌 曲目跟2000年Giving 不盡相同                           |
| 2004年2月??日  | 《最動聽的 王傑》                         | 華納唱片發行                                                                                               |
| 2004年6月2日   | 《王傑2004傑出之選（HDCD）》              | 華納唱片發行                                                                                               |
| 2005年2月12日  | 《王傑 XRCD Special》                     | 華納唱片發行                                                                                               |
| 2006年4月3日   | 《華納No.1系列「王傑Wang Chieh」（DSD）》 | 華納唱片發行                                                                                               |
| 2007年2月??日  | 《華納最出色系列 3CD+DVD》                | 華納唱片發行                                                                                               |
| 2007年3月29日  | 《Giving 重新發行》                       | 英皇唱片發行 收錄“我會知道幾時要退”管弦樂版 全15首歌 曲目跟2003年的Giving DSD版相同                        |
| 2007年10月1日  | 《王傑（LPCD45）》                        | 華納唱片發行                                                                                               |
| 2014年5月9日   | 《Giving (LPCD45 II)》                    | 英皇唱片發行 收錄“我會知道幾時要退”管弦樂版 全17首歌 曲目跟2000年Giving相同 獨欠 <相見歡> 及 <失敗者> 兩曲 |

### 合輯
| 發行日 | 專輯                                              | 備註                                                         |
| ------ | ------------------------------------------------- | ------------------------------------------------------------ |
| 1988年 | 美就是心中有愛-世界小姐選拔特輯                   | 飛碟唱片出版。合唱「美就是心中有愛」，另收錄「惦記這一些」   |
| 1988年 | 電視牆                                            | 飛碟唱片出版。收錄「少年的心」、「讓我永遠愛你」             |
| 1988年 | 電影街2                                           | 飛碟唱片出版。收錄「一場遊戲一場夢」                         |
| 1988年 | 電影街4                                           | 飛碟唱片出版。收錄4首歌                                      |
| 1989年 | 七匹狼 (電影原聲帶)                               | 飛碟唱片出版。收錄合唱曲「永遠不回頭」                       |
| 1990年 | 華納夏日情                                        | 飛碟唱片出版。收錄「只因我愛你」、「讓我永遠愛你」           |
| 1992年 | 回音 華納·飛碟全年精選金曲                        | 飛碟唱片出版。收錄「英雄淚」、「我能感覺妳在說謊」、「回家」 |
| 1992年 | 華納群星《天碟國語金曲精選》                      | 收錄「是否我真的一無所有」、「你是我胸口永遠的痛」           |
| 1992年 | 飛碟華納巨星流行榜 VOL.2                          | 收錄「多少次」、「愛你的我」                                 |
| 1992年 | 華納金鑽群星演唱會紀念特輯                        | 收錄「封鎖我一生」、「英雄淚」                               |
| 1993年 | 台灣流行音樂（1980-1990）十年經典大全集           | 滾石唱片發行。收錄8首歌                                      |
| 1994年 | 平分春色 天碟系列國語精選Vol.2                    | 收錄「我」、「路」                                           |
| 1994年 | 飛碟發燒電視劇主題曲精選集 壹                     | 飛碟發行。收錄首歌「回首夢已遠」、「我只要一個真實的明天」   |
| 1994年 | 飛碟發燒電視劇主題曲精選集 貳                     | 飛碟發行。收錄「無悔無憾」、「愛得太多」                     |
| 1995年 | 《中國電影九十年》經典電影歌曲紀念專輯            | 豐華唱片發行。收錄「一場遊戲一場夢」                         |
| 1995年 | 《地球人——聯合國五十周年紀念專輯》                | 飛碟代理發行。王傑&Lea Salonga-「讓妳的生命裏有我」          |
| 1996年 | 《華納精裝專輯 絕對動聽》                         | 華納出版。收錄「有失有得」、「夢在無夢的夜裡」               |
| 1996年 | 《華納摯愛金曲16首》                              | 華納出版。收錄「幾分傷心幾分癡」、「說謊的愛人」             |
| 1996年 | 飛碟1983-1995最賣座專輯主打歌精華輯《驚世紀錄》   | 收錄4首歌。                                                  |
| 1996年 | 《鍾愛Chage and Aska恰克與飛鳥 國語超級金曲精選》 | 上海音像公司發行。收錄「有失有得」                           |
| 1997年 | 《十全十美2》                                     | 波麗佳音公司發行。收錄「忘了所有」                           |
| 2000年 | 《永恆的傑出美聲》                                | 瑞華唱片發行。收錄4首歌                                      |
| 2001年 | 《英皇娛樂金曲》                                  | 瑞華唱片發行。收錄3首歌「不必再躲」「宿命的風」「我想她」    |
| 2002年 | 《天生不倒》群星合唱版AVCD                        | 合唱「天生不倒」                                             |
| 2002年 | 《留給世上最愛羅文的人》                          | 演唱「前程錦繡」                                             |
| 2003年 | 《愛情蒲公英》                                    | 華納唱片發行。收錄5首歌                                      |

### 單曲
| 發行日         | 單曲                         | 備註                       |
| -------------- | ---------------------------- | -------------------------- |
| 1992年10月10日 | 《回家》                     | 臺灣流行音樂史上第一張單曲 |
| 1992年12月??日 | 《無悔無憾》                 |                            |
| 2022年12月19日 | 《一場遊戲一場夢（結束篇）》 |                            |

- 收錄於其他專輯之單曲（包含合唱歌曲）

| 時間           | 曲目                         | 專輯                                  | 備註                                                           |
| -------------- | ---------------------------- | ------------------------------------- | -------------------------------------------------------------- |
| 1988年4月      | 美就是心中有愛               | 美就是心中有愛                        | 與姜育恆、蘇芮、黃鶯鶯、葉歡、蔡幸娟、蔡琴、王芷蕾、金智娟合唱 |
| 1988年12月10日 | 還有                         | 都市觸覺 Part I City Rhythm           | 與林憶蓮合唱                                                   |
| 1989年3月      | 永遠不回頭                   | 七匹狼 (電影原聲帶)                   | 與張雨生、邰正宵、東方快車合唱團、星星、月亮、太陽合唱         |
| 1990年3月27日  | 冬季來的女人                 | 都市觸覺之推搪                        | 與林憶蓮合唱 為《溫柔的你》經過重新編曲並改名而成              |
| 1990年8月      | 家太遠了 亞細亞的孤兒        | 異域 (電影原聲帶)                     | 《異域》電影主題曲                                             |
| 1993年11月1日  | 祈禱                         | 祈禱                                  | 與王韻嬋合唱                                                   |
| 1995年11月1日  | 讓你的生命裡有我(臺灣版專供) | 地球人—聯合國五十周年紀念專輯(臺灣版) | 與Lea Salonga合唱                                              |
| 1999年9月      | 這城市有愛                   |                                       | 「香港演藝界921傳心傳意大行動」主題曲，與群星合唱              |
| 2000年7月      | 不必再躲                     | 英皇盛世Vol.2                         | 《小李飛刀之飛刀外傳》主題曲                                   |
| 2002年11月     | 天生不倒 前程錦繡            | 留給世上最愛羅文的人                  | 與英皇歌手合唱，前程錦繡則為獨唱                               |
| 2009年5月1日   | 佛誕吉祥                     | 香港佛誕假期十週年紀念音樂專輯        | 與群星合唱                                                     |

### 未公開發行之單曲
| 日期           | 曲目                           | 備註 |
| -------------- | ------------------------------ | --- |
| 1993年1月      | 希望之歌（非賣品）             | 為了鼓勵捐血而特別捐出的限量單曲專輯，收錄「希望」、「我需要你」、「希望（伴唱版）」。                     |
| 1994年         | 王傑1994（页面存档备份，存于） | 於1994年今夜滿天星節目中即興創作。 詞曲：王傑                                                              |
| 2000年8月      | 頭上一片天                     | 作為香港電台電視部與衛生福利局聯合製作的勵志片《百鍊人生路》主題曲，於無線翡翠台播映。 曲：王傑 詞：梁芷珊 |
| 2009年9月      | 我知道我是一個已經過氣的歌手   | 先於電台播放Demo，之後在個人網頁中發布。 詞曲：王傑                                                        |
| 2010年5月      | 你的蝴蝶眼睛                   | 個人網頁中發布。                                                                                           |
| 2011年1月      | 茉莉花（朋友歌）               | 個人網頁中發布，送給歌迷。                                                                                 |
| 2012年12月31日 | 她走了                         | 在上海的個人演唱會中率先公佈。                                                                             |
| 2013年2月5日   | 回鄉                           | 發佈在個人騰訊微博，送給遊子和年青的朋友們的勵志歌曲。                                                     |
| 2013年4月22日  | 我不怕                         | 發佈在個人騰訊微博，為雅安地震災民祈福所創作。                                                             |
| 2013年5月17日  | 零下十度                       | 在杭州的個人演唱會中公佈，定居北京有感而作的歌。                                                           |
| 待定           | 我再見你                       | 《黯然离别》粵語版，TVB電視劇《巨塔之后》主題曲 曲：王傑 詞：林若寧                                        |

### VCD
| 發行日       | 專輯               | 備註             |
| ------------ | ------------------ | ---------------- |
| 1996年?月?日 | 今生無悔卡拉OK VCD | 14首國粵語卡拉OK |

## 音樂創作 / 製作

### 為他人製作
| 日期       | 專輯               | 歌手   | 備註                     |
| ---------- | ------------------ | ------ | ------------------------ |
| 1990年10月 | 《迷路的天使》     | 金玉嵐 | 王傑（WANG音樂工作室）   |
| 1996年     | 《不假不真》       | 梁立   | 王傑（超凡有限公司製作） |
| 1997年     | 《苦苦相逼》       | 梁立   | 王傑（超凡有限公司製作） |
| 2007年8月  | 《是你...是你...》 | 金智娟 | 王傑                     |

| 日期   | 曲目                             | 演唱者                  | 收錄專輯                   | 備註                                                   |
| ------ | -------------------------------- | ----------------------- | -------------------------- | ------------------------------------------------------ |
| 1987年 | 只為我愛你                       | 曲佑良                  | 《捨不得分開》             | 重新收錄於王傑首張個人專輯，更名爲"只因我愛你"         |
| 1988年 | 愛情龐克                         | 張學友                  | 《意亂情迷》               |                                                        |
| 1988年 | 重新愛過                         | 方文琳                  | 《泡沫戀情》               | 詞亦由王傑包辦                                         |
| 1989年 | 在雨中走過                       | 蔡雨倫（憂歡派對-憂憂） | 《新年快樂》               | 詞亦由王傑包辦                                         |
| 1989年 | 因為有愛                         | 姜育恆                  | 《多年以後再回首》         |                                                        |
| 1990年 | 親愛寶貝                         | 郭富城                  | 《對你愛不完》             |                                                        |
| 1990年 | 親愛的不懂我的心 等待 有沒有永遠 | 金玉嵐                  | 《迷路的天使》             | 專輯亦擔任製作人                                       |
| 1990年 | 雙城記                           | 徐小鳳                  | 《一幅畫》                 | 原曲"不要從我的眼中離開"，收錄於“爲了愛夢一生”專輯     |
| 1990年 | 天老情未老                       | 呂方                    | 《不捨得你》               | 翻唱自王傑首張專輯《一場遊戲一場夢》中的歌曲「風和霧」 |
| 1990年 | 拒絕然後想念                     | 鍾鎮濤                  | 《飄》                     |                                                        |
| 1991年 | 為你保留自己                     | 紅孩兒                  | 《初戀》                   |                                                        |
| 1991年 | 只有夜風陪伴我                   | 紅孩兒張克帆            | 《青春》                   |                                                        |
| 1991年 | 到底什麼時候你才知道             | 郭富城                  | 《我是不是應該安靜的走開》 |                                                        |
| 1991年 | 為何又再見                       | 蔡立兒                  | 《Say U Love Me》          |                                                        |
| 1991年 | 從今天起                         | 小虎隊蘇有朋            | 《愛》                     |                                                        |
| 1992年 | 輕輕握住你的手                   | 林志穎                  | 《為什麼受傷的總是我》     |                                                        |
| 1992年 | 為了我請你多珍重                 | 紅孩兒                  | 《故事》                   |                                                        |
| 1992年 | 下雨天適合說再見                 | 蔡雨倫（憂歡派對-憂憂） | 《用最傻的方式愛你》       |                                                        |
| 1993年 | 為愛流過淚                       | 吳奇隆                  | 《驀然回首》               |                                                        |
| 1994年 | 愛人還是你                       | 吳奇隆                  | 《愛出個未來》             | 「為愛流過淚」粵語版                                   |
| 1994年 | 像從前一樣                       | 吳奇隆                  | 《雙飛》                   |                                                        |
| 1994年 | 一廂情願                         | 呂方                    | 《只想遇到一個人》         |                                                        |
| 1996年 | 不假不真                         | 梁立                    | 《不假不真》               | 身兼專輯製作人                                         |
| 1996年 | 在早晨哭泣                       | 梁立                    | 《不假不真》               | 身兼專輯製作人                                         |
| 1996年 | 情債                             | 梁立                    | 《不假不真》               | 身兼專輯製作人                                         |
| 1996年 | 天天夜夜                         | 梁立                    | 《不假不真》               | 身兼專輯製作人                                         |
| 1996年 | Forever more                     | 林美貞                  | 《愛的好累之情變》         |                                                        |
| 1997年 | Forever more                     | 邵萱                    | 《是是非非》               |                                                        |
| 2007年 | 是你...是你...                   | 金智娟                  | 《是你...是你...》         | 原曲“是你是你是你”，收錄於“孤星”專輯，身兼專輯製作人   |
| 2007年 | 安眠曲（薩克斯風演奏版）         | 金智娟                  | 《是你...是你...》         | 身兼專輯製作人                                         |
| 2007年 | 十字路口（薩克斯風演奏版）       | 金智娟                  | 《是你...是你...》         | 身兼專輯製作人                                         |

## 電影、電視劇、廣告歌曲

### 電影歌曲
| 年份   | 歌曲                                        | 電影名稱                 | 備註                                   |
| ------ | ------------------------------------------- | ------------------------ | -------------------------------------- |
| 1987年 | 一場遊戲一場夢                              | 《黃色故事》             | 榮獲第25屆金馬獎最佳電影插曲           |
| 1988年 | 忘了你忘了我 你是我胸口永遠的痛             | 《旺角卡門》             | 主題曲、插曲                           |
| 1988年 | 一場游戲一場夢                              | 《菜刀與六個朋友》       | 插曲                                   |
| 1988年 | 讓我永遠愛你 少年的心                       | 《天才小兵》             | 片尾曲 插曲                            |
| 1989年 | 永遠不回頭                                  | 《七匹狼》               | 與張雨生、東方快車合唱團、邰正宵合唱   |
| 1989年 | 孤星 上帝也哭泣                             | 《七匹狼2》              | 主題曲 插曲                            |
| 1989年 | 是否我真的一無所有（國語） 一無所有（粵語） | 《飆城》                 | 主題曲                                 |
| 1989年 | 夢醒的我                                    | 《合家歡》               | 與蘇芮合唱                             |
| 1990年 | 向太陽怒吼                                  | 《金馬大兵》             | 主題曲                                 |
| 1990年 | 別讓明天的太陽離開我                        | 《血洗紅花亭》           | 主題曲                                 |
| 1990年 | 家 太遠了 亞細亞的孤兒                      | 《異域》                 | 主題曲 片尾曲                          |
| 1991年 | 心痛（國語版）                              | 《至尊無上II之永霸天下》 | 國語版插曲                             |
| 1991年 | 心痛（粵語版）                              | 《至尊無上II之永霸天下》 | 粵語版插曲                             |
| 1991年 | 忘記你不如忘記自己                          | 《至尊無上II之永霸天下》 | 國語版片尾曲                           |
| 1991年 | 冰冷長街                                    | 《至尊無上II之永霸天下》 | 粵語版片尾曲                           |
| 1992年 | 紅塵有你                                    | 《戰龍在野》             | 國語版插曲                             |
| 1992年 | 自己帶自己回家                              | 《戰龍在野》             | 國語版片尾曲，後收錄於專輯改為「我」   |
| 1992年 | 夢全是你                                    | 《戰龍在野》             | 粵語版插曲                             |
| 1992年 | 無須知道                                    | 《戰龍在野》             | 粵語版片尾曲，後收錄於專輯改為「她」   |
| 2000年 | 我想她                                      | 《愛與誠》               | 主題曲，入圍第37屆金馬獎最佳電影歌曲獎 |
| 2000年 | 從來沒愛過 宿命的風                         | 《飆車之車神傳說》       | 主題曲 插曲                            |
| 2000年 | 不必再躲 我會知道幾時要退                   | 《小李飛刀之飛刀外傳》   | 片尾曲 插曲                            |
| 2002年 | 愛不起                                      | 《這個夏天有異性》       | 主題曲                                 |
| 2010年 | 一場游戲一場夢                              | 《翻滾吧！阿信》         | 插曲                                   |
| 2013年 | 一場游戲一場夢                              | 《爸媽不在家》           | 插曲                                   |
| 2016年 | 傷心1999                                    | 《擺渡人》               | 插曲                                   |

### 電視劇歌曲
| 日期   | 曲目                                       | 電視劇                                            | 備註                              |
| ------ | ------------------------------------------ | ------------------------------------------------- | --------------------------------- |
| 1989年 | 她的背影                                   | 台視單元劇《情深無怨尤》                          | 主題曲                            |
| 1989年 | 幾分傷心幾分癡 故事的角色                  | 無綫電視劇《義不容情》                            | 片尾曲&插曲 插曲                  |
| 1989年 | 誰明浪子心                                 | 無綫電視劇《還我本色》                            | 主題曲                            |
| 1990年 | 為何分離                                   | 無綫電視劇《水鄉危情》 無綫電視劇《我本善良》     | 主題曲 插曲                       |
| 1990年 | 人在風雨中                                 | 無綫電視劇《天若有情》 馬來西亞電視劇《我主皇朝》 | 主題曲                            |
| 1990年 | 上帝也哭泣（粵語）                         | 馬來西亞電視劇《我主皇朝》                        | 片尾曲                            |
| 1990年 | 不要在背後呼喚我 在我們的世界裡 媽媽帶我走 | 華視八點檔《養子不教誰之過》                      | 主題曲 片尾曲 插曲                |
| 1990年 | 親愛的你是我最後的愛                       | 中視單元劇《沒有合約的愛情》                      | 片尾曲                            |
| 1991年 | 來生再續緣                                 | 台視八點檔《戲說乾隆》                            | 片尾曲                            |
| 1991年 | 心痛                                       | 華視八點檔《京城四少》                            | 片尾曲                            |
| 1991年 | 今生無悔                                   | 無綫電視劇《今生無悔》                            | 主題曲                            |
| 1991年 | 怒海孤鴻 深宵中一個人                      | 無綫電視劇《怒海孤鴻》                            | 主題曲 插曲                       |
| 1992年 | 多少次 下次的相逢在什麼時候                | 台視單元劇《天眼》                                | 主題曲                            |
| 1992年 | 希望                                       | 中視八點檔《財神爺報到》                          | 片尾曲                            |
| 1992年 | 無悔無憾                                   | 華視八點檔《書劍恩仇錄》                          | 主題曲                            |
| 1992年 | 封鎖我一生                                 | 無綫電視劇《大賭場》                              | 主題曲                            |
| 1992年 | 假如能夠 盼望 愛得深                       | 無綫電視劇《血濺塘西》                            | 主題曲 片尾曲 插曲                |
| 1992年 | 永遠相信愛情                               | 亞洲電視電視劇《勝者為王II天下無敵》              | 插曲                              |
| 1992年 | 多少次 在風中呼喚你的名字                  | 無線電視劇《大時代》                              | 插曲                              |
| 1993年 | 紅塵有你                                   | 華視單元劇《劉伯溫傳奇》                          | 片頭曲                            |
| 1994年 | 回首夢已遠                                 | 華視單元劇《國姓爺傳奇》                          | 主題曲                            |
| 1994年 | 愛得太多                                   | 中視港劇《火玫瑰》                                | 主題曲                            |
| 1994年 | 孤獨英雄                                   | 華視港劇《我本善良》                              | 主題曲                            |
| 1994年 | 我只要一個真實的明天                       | 中視八點檔《牽手出頭天》                          | 主題曲                            |
| 1994年 | 梅花三弄之紅塵故事                         | 無綫電視劇《梅花三弄之梅花烙》                    | 主題曲 原曲為姜育恆的《梅花三弄》 |
| 1999年 | 陪我做夢                                   | 無綫電視劇《創世紀》                              | 插曲                              |
| 2000年 | 我會知道幾時要退 又愛孤獨又愛你            | 無綫電視劇《創世紀II天地有情》                    | 插曲                              |
| 2000年 | 從今開始                                   | 大陸電視劇《我心換你心》                          | 主題曲                            |
| 2000年 | 頭上一片天                                 | 無綫電視劇《百鍊人生路》                          | 主題曲                            |
| 2001年 | 找一個地方                                 | 無綫電視劇《蕭十一郎》                            | 主題曲                            |
| 2003年 | 在你背後                                   | 《孝莊祕史》                                      | 台灣中視播出版本片頭曲            |
| 2004年 | 靈魂有罪                                   | 八大電視台韓劇《黃色手帕》                        | 片尾曲                            |
| 2004年 | 其實早知道                                 | 電視劇《皇太子祕史》                              | 主題曲                            |
| 2004年 | 別怕愛                                     | 電視劇《俠醫傳奇》                                | 主題曲                            |
| 2004年 | 舊薔薇                                     | 電視劇《俠醫傳奇》                                | 主題曲（粵語版）                  |
| 2005年 | 甦醒                                       | 東森綜合台八點檔《艾曼紐之姐姐妹妹站起來》        | 片頭曲                            |
| 2022年 | 你是我胸口永远的痛                         | netflix《媽，別鬧了！》                           | 插曲                              |
| 2023年 | 你是我胸口永远的痛                         | 中央电视台电视剧频道《繁花》                      | 插曲                              |
| 2023年 | 安妮                                       | 中央电视台电视剧频道《繁花》                      | 插曲                              |

### 廣告主題曲
| 日期   | 歌名                 | 廣告                                    | 備註 |
| ------ | -------------------- | --------------------------------------- | ---- |
| 1988年 | 讓我永遠愛你         | 東元鮮綠冰箱                            |      |
| 1988年 | 少年的心             | 三陽風速125                             |      |
| 1992年 | 我需要你             | 保護兒童電視廣告主題曲                  |      |
| 1992年 | 回家                 | 伯朗咖啡廣告曲                          |      |
| 1992年 | 你是我永遠珍惜的朋友 | 高登摩托GK125電視廣告主題曲(疑爲盜用)   |      |
| 1993年 | 路                   | 雷諾銀鑽汽車廣告曲                      |      |
| 1994年 | 為你生堆火           | 山葉迅光機車廣告曲                      |      |
| 2000年 | 從今開始             | 世界黃金協會主題曲 柏麗絲護髮用品主題曲 |      |
| 2000年 | Hello                | 香港康泰旅行社廣告曲                    |      |
| 2001年 | 不浪漫罪名           | Alcatel手提電話TVC主題曲                |      |
| 2014年 | 一場遊戲一場夢       | 幸福來參茶電視廣告主題曲 CCTV播出       |      |

## 派台歌曲成績
| 四台上榜歌曲最高位置        | 四台上榜歌曲最高位置 | 四台上榜歌曲最高位置 | 四台上榜歌曲最高位置 | 四台上榜歌曲最高位置 | 四台上榜歌曲最高位置 | 四台上榜歌曲最高位置                  |
| --------------------------- | -------------------- | -------------------- | -------------------- | -------------------- | -------------------- | ------------------------------------- |
| 唱片                        | 歌曲                 | 903                  | RTHK                 | 997                  | TVB                  | 備註                                  |
| 1988年                      |                      |                      |                      |                      |                      |                                       |
| 故事的角色                  | 可能                 | 3                    | 1                    |                      | 2                    | 王傑在香港的首支粵語派台歌曲          |
| 都市觸覺 Part I City Rhythm | 還有                 | 3                    | 1                    |                      | 1                    | 與林憶蓮合唱 OT：李宗盛、鄭怡 ~ 結束  |
| 1989年                      |                      |                      |                      |                      |                      |                                       |
| 故事的角色                  | 故事的角色           | 4                    | 3                    |                      | 2                    |                                       |
| 故事的角色                  | 一無所有             | 11                   | /                    |                      | -                    |                                       |
| 故事的角色                  | 幾分傷心幾分痴       | 23                   | /                    |                      | 7                    | T.V.B.劇集｢義不容情｣插曲              |
| 故事的角色                  | 酒醉酒醒             | -                    | /                    |                      | /                    |                                       |
| 誰明浪子心                  | 誰明浪子心           | 1                    | 1                    |                      | 1                    | 三台冠軍歌 T.V.B.劇集｢還我本色｣主題曲 |
| 誰明浪子心                  | 深深的創傷           | 16                   | -                    |                      | -                    |                                       |
| 誰明浪子心                  | 為何分離             | 26                   | -                    |                      | -                    | T.V.B.劇集｢水鄉危情｣主題曲            |
| 人在風雨中                  | 人在風雨中           | 9                    | 1                    |                      | 1                    | T.V.B.劇集｢天若有情｣主題曲            |
| 1990年                      |                      |                      |                      |                      |                      |                                       |
| 人在風雨中                  | 是你是你             | 19                   | -                    |                      | -                    |                                       |
| 都市觸覺之推搪              | 冬季來的女人         | 8                    | /                    |                      | 3                    | 與林憶蓮合唱 第一版本為｢溫柔的你｣     |
| 流浪的心                    | 流浪的心             | 6                    | /                    |                      | 1                    |                                       |
| 流浪的心                    | 親愛的               | 17                   | 1                    |                      | 1                    |                                       |
| 1991年                      |                      |                      |                      |                      |                      |                                       |
| 今生無悔                    | 今生無悔             | 4                    | 1                    |                      | 1                    | T.V.B.劇集｢今生無悔｣主題曲            |
| 一生心碎                    | 心痛                 | 16                   | 1                    |                      | 1                    | 電影《至尊無上II之永霸天下》歌曲      |
| 一生心碎                    | 怒海孤鴻             | 28                   | -                    |                      | -                    | T.V.B.劇集｢怒海孤鴻｣主題曲            |
| 一生心碎                    | 深宵中一個人         | -                    | -                    |                      | -                    |                                       |
| 1992年                      |                      |                      |                      |                      |                      |                                       |
| 封鎖我一生                  | 封鎖我一生           | 8                    | 1                    |                      | 1                    |                                       |
| 封鎖我一生                  | 說謊的愛人           | 23                   | 9                    |                      | 1                    |                                       |
| 封鎖我一生                  | 隨你遠走             | 27                   | -                    |                      | -                    |                                       |
| 影視金曲                    | 盼望                 | 30                   | -                    |                      | -                    | T.V.B.劇集｢血濺塘西｣插曲              |
| 影視金曲                    | 假如能夠             | -                    | -                    |                      | 7                    | T.V.B.劇集｢血濺塘西｣主題曲            |
| 1993年                      |                      |                      |                      |                      |                      |                                       |
| 她                          | 她                   | 21                   | 17                   | /                    | /                    |                                       |
| 她                          | 街燈                 | 14                   | 17                   | /                    | /                    |                                       |
| 1995年                      |                      |                      |                      |                      |                      |                                       |
| 啞巴的傑作                  | 啞巴的話             | 28                   | -                    | /                    | /                    | 黃毓民獨白                            |
| 1999年                      |                      |                      |                      |                      |                      |                                       |
| Giving                      | 心癮                 | 12                   | 1                    | 1                    | 1                    |                                       |
| 2000年                      |                      |                      |                      |                      |                      |                                       |
| Giving                      | 我會知道幾時要退     | 8                    | 10                   | 7                    | 6                    |                                       |
| 從今開始                    | 傷心1999             | -                    | 5                    | 6                    | 1                    |                                       |
| 從今開始                    | 情卻                 | -                    | 3                    | 16                   | 7                    |                                       |
| HELLO!                      | Hello (粵)           | -                    | 2                    | 1                    | 3                    | OT：霍經倫 ~ Hello (國)               |
| 2001年                      |                      |                      |                      |                      |                      |                                       |
| HELLO!                      | 享受孤獨             | 19                   | -                    | 12                   | 10                   |                                       |
| 萬歲2001                    | 萬歲                 | -                    | -                    | 7                    | 6                    |                                       |
| 萬歲2001                    | 不浪漫罪名           | -                    | -                    | 9                    | 1                    |                                       |
| 2002年                      |                      |                      |                      |                      |                      |                                       |
| 愛與夢                      | 愛不起               | -                    | 17                   | 5                    | 6                    | 電影《這個夏天有異性》歌曲            |
| 2003年                      |                      |                      |                      |                      |                      |                                       |
| 愛我的我愛的王傑            | 在妳背後             | 17                   | 12                   | 4                    | 3                    |                                       |

| 各台冠軍歌總數 | 各台冠軍歌總數 | 各台冠軍歌總數 | 各台冠軍歌總數 | 各台冠軍歌總數    |
| -------------- | -------------- | -------------- | -------------- | ----------------- |
| 903            | RTHK           | 997            | TVB            | 備註              |
| 1              | 9              | 2              | 11             | 四台冠軍歌總數：1 |

（/）表示沒有相關資料

## 雙語歌曲
| NO. | 粵語                  | 國語                     |
| --- | --------------------- | ------------------------ |
| 1.  | 不可能                | 忘了你忘了我             |
| 2.  | 溫柔的你              | 你是我胸口永遠的痛       |
| 3.  | 每一個夢              | 心裡的話                 |
| 4.  | 酒醉酒醒              | 讓我永遠愛你             |
| 5.  | 人去房空              | 愛你像愛我自己           |
| 6.  | 闊別                  | 5800年的她               |
| 7.  | 黑暗的空間            | 黑暗的空間               |
| 8.  | 誰明浪子心            | 她的背影                 |
| 9.  | 一無所有              | 是否我真的一無所有       |
| 10. | 做過捱過              | 只有你                   |
| 11. | 我知錯                | 你是你我是我             |
| 12. | 愛是現在 (ft:葉蒨文)  | 夢醒的我 (ft:蘇芮)       |
| 13. | 煩惱只因我            | 等待你的愛               |
| 14. | 為何分離              | 為何流淚                 |
| 15. | 一點滴詩意            | 永遠在我心裡             |
| 16. | 人在風雨中            | 孤星                     |
| 17. | 是你是你              | 是你是你是你             |
| 18. | 上帝也哭泣            | 上帝也哭泣               |
| 19. | 我如何知道你愛我      | 我如何知道你愛我         |
| 20. | 冰太陽                | 冷冷的太陽               |
| 21. | 為何仍然未醉          | 不要再說愛我             |
| 22. | 夢話大話真話          | 別讓明天的太陽離開我     |
| 23. | 大海一角              | 愛讓我疲倦               |
| 24. | 但願你了解            | 唯一的可愛               |
| 25. | 幾分傷心幾分痴        | 一場遊戲一場夢           |
| 26. | 失敗者                | 我要飛                   |
| 27. | 孤獨的觀眾            | 在我們的世界裡           |
| 28. | 留下我一個            | 不願再多說               |
| 29. | 天才白痴往日情        | 為了愛，夢一生           |
| 30. | 失意的漢子            | 那段血、淚、汗的日子     |
| 31. | 怒海孤鴻              | 獨自在暴風雨中           |
| 32. | 深宵中一個人          | 如果你真的在乎我         |
| 33. | 天意                  | 今生錯過了說愛           |
| 34. | 今生無悔              | 永遠相信愛情             |
| 35. | 想見不敢見            | 不要從我的眼中離開       |
| 36. | 隨你遠走              | 我依然在你熟悉的地方等你 |
| 37. | 親愛的                | 為什麽                   |
| 38. | 心痛                  | 心痛                     |
| 39. | 錯過就是悲哀          | 錯過就是悲哀             |
| 40. | 一生心碎              | 永遠流浪                 |
| 41. | 流浪的心              | 流浪的心                 |
| 42. | 冰冷長街              | 忘記你不如忘記自己       |
| 43. | 真的太假              | 拒絕所有的愛             |
| 44. | 我終於歸向你          | 浪子                     |
| 45. | 明日我是誰            | 來生再續緣               |
| 46. | 忘記我                | 帶著回憶離開我           |
| 47. | 說謊的愛人            | 我能感覺你在說謊         |
| 48. | 不要恨我              | 愛你的我                 |
| 49. | 笑我對愛情了解        | 你是我痛苦的最愛         |
| 50. | 愛得深                | 多少次                   |
| 51. | 今夜遙遠的二人        | 在風中呼喚你的名字       |
| 52. | 封鎖我一生            | 英雄淚                   |
| 53. | 你是我最真的故事      | 下次的相逢在什麼時候     |
| 54. | 從未這樣愛過          | 風                       |
| 55. | 盼望                  | 希望                     |
| 56. | 愛我愛到夠            | 誰能夠愛我到天長地久     |
| 57. | 她                    | 我                       |
| 58. | 如果你是個夢          | 夢會醒                   |
| 59. | 過路人                | 無悔無憾                 |
| 60. | 夢全是你              | 紅塵有你                 |
| 61. | 情情愛愛              | 當你說要走               |
| 62. | 絕對未快樂            | 善變的謊言               |
| 63. | 假如能夠              | 什麼時候才能夠           |
| 64. | 街燈                  | 回家                     |
| 65. | 始終我是我            | 我要對世界說             |
| 66. | 某些改變              | 娃娃                     |
| 67. | 感激你在等我          | 只要說你愛我             |
| 68. | 張開你雪亮的眼睛      | 回首夢已遠               |
| 69. | 能否不想你            | 沒有你我依然可以         |
| 70. | 啞巴的話              | 我只要一個真實的明天     |
| 71. | 愛情重傷              | 聚少離別多               |
| 72. | 嚮往                  | 滄桑                     |
| 73. | 黑色笑話              | 為你生堆火               |
| 74. | 不必再躲              | 結束                     |
| 75. | 愛不起                | 我是真的愛上你           |
| 76. | 想雪                  | 一封信                   |
| 77. | 生和死                | 只因我愛你               |
| 78. | 珍重 (叶倩文演唱)     | 说声珍重                 |
| 79. | 一生何求 (陳百強演唱) | 惦記這一些               |
| 80. | 可能                  | 安妮                     |
| 81. | 我再见你              | 黯然离别                 |
| 82. | 我感到疲倦            | 不要再問我               |

## 書籍
- 1990年12月《他，一個人：王傑的故事》 （吳淡如著　皇冠出版）
- 1992年1月《孤鷹　王傑的心情寫真》 （歌詞、故事：王傑　叢逢出版）

## 演唱會
- 王傑出道至今約開過400多場大小型演唱會，包含歌友會與拼盤演唱，由於資料不全，僅列出以下。

1989年
- 7月23日：新加坡個人演唱會（3場）

1990年
- 2月27日：香港“真情演唱會”（6場）
- 6月29日：高雄“我要飛”歌友演唱會
- 7月20日：臺北“關懷考生”歌友演唱會

1991年
- 8月20日：“忘記自己” 1991全國巡迴（高雄、台南、板橋、臺北）愛心歌友會
- 9月29日：王傑八卦山演唱會
- 9月14日：華視電視演唱會（12/25在華視播出）

1992年
- 1月20日：你愛的 王傑愛你演唱會
- 3月1日：王傑演唱會（地點：大聖遊樂世界）

1998年
- 7月：拉斯維加斯浪漫夏日演唱會（與陳慧琳）

2000年
- 2月：Giving For The Children紅磡演唱會
- 飛利浦上海電視面對面演唱會
- 12月8~9日：王傑中國巡迴演唱會 ~ 廣州演唱會
- 12月28日：王傑中國巡迴演唱會 ~ 韶關演唱會
- 12月30日：王傑中國巡迴演唱會 ~ 深圳演唱會

2001年
- 4月4~6日：Wang's 2001紅磡演唱會
- 4月26日~5月1日：王傑美國巡迴演唱會（美國）

2002年
- 4月27日：王傑雲頂演唱會（馬來西亞）
- 12月：王傑與齊豫演唱會（美國大西洋城）

2003年
- 3月21日：臺北市政府親子劇場-王傑經典慈善演唱會（台灣）
- 9月12、14日：一夜情歌王傑演唱會（美國Sheraton Convention Centre）
- 10月5日：王傑演唱會（美國大西洋城）

2004年
- 2月21日：臺北西門101（簽唱會）
- 10月24日：王傑演唱會（美國大西洋城）
- 11月27日：“紫色天空”首場北京個人演唱會（1場）

2006年
- 9月16日：“回家”西安個人演唱會（1場）

2007年
- Dave Wang Live US Tour（美國Caesars Casino Hotel）（1場）

2009年
- 9月20、21日：王傑演唱會（加拿大尼亞加拉瀑布賭場）（2場）
- 10月23日：I am back 紅磡演唱會（1場）

2010年
- 2月20、21日：美國康州迎新年演唱會（2場）
- 8月7日：“王者歸來”世界巡迴演唱會 北京站（1場）
- 10月23日：“王者歸來”世界巡迴演唱會 新加坡站（1場）
- 11月6日：“王者歸來”世界巡迴演唱會 天津站（1場）

2011年
- 5月23日：“王者歸來”世界巡迴演唱會 倫敦站（1場）
- 6月18日：老友記六人行北京大型演唱會

2012年
- 9月8日：“王者歸來”世界巡迴演唱會 广州站（1場）
- 9月22日：“王者歸來”世界巡迴演唱會 深圳站（1場）
- 12月31日：“王者歸來”世界巡迴演唱會 上海站（1場）

2013年
- 5月17日：“王者歸來”世界巡迴演唱會 杭州站（1場）
- 9月28日：“王者歸來”世界巡迴演唱會 太原站（1場）

2014年
- 5月17日：“王者歸來”世界巡迴演唱會 北京站（1場）
- 8月30日：“王者”世界巡迴演唱會 东莞站（1場）

2015年
- 1月24日：“王者”世界巡迴演唱會 深圳站（1場）
- 7月4日：“夢 • 愛一生” 王傑、潘越雲演唱會（1場）
- 8月8日：“生来征服”世界巡迴演唱會 北京站（1場）
- 9月26日：“生来征服”世界巡迴演唱會 澳门站（1場）
- 10月17日：“生来征服”世界巡迴演唱會 南宁站（1場）

2016年
- 5月7日 : “王傑、辛曉琪慈善演唱會 2016” 馬來西亞雲頂站（1場）
- 7月29日: 台北超犀利趴7 super stage壓軸演出 演唱十多首經典歌曲
- 9月10日 : “王傑、辛曉琪慈善演唱會 2016” 新加坡站（1場）

2017年
- 4月23日 "夢愛一生", Horseshoe Hammond Casino （1場）
- 4月29日 "夢愛一生" 王傑、潘越雲演唱會 Fantasy Spring Resort Casino 美國 加州站 Indio （1場）

2018年
- 9月29日 王菀之, 王傑「王者歸來」美國加州 演唱會（1場）

2019年
- 3月31日 王傑 美國大西洋城演唱會（1場）

## 影視作品

### 電影
| 年代   | 片名                     | 角色           | 備註                                                              |
| 1966年 | 山賊                     | 祁大嫂 兒子    | 童星演員                                                          |
| 1971年 | 鬼太監                   | 孩子           | 童星演員                                                          |
| 1973年 | 憤怒青年                 | 屋邨小童       | 童星演員                                                          |
| 1974年 | 鬼馬小天使               | 大為           | 童星演員 演員名單顯示為王傑                                       |
| 1975年 | 酒吧女郎                 | 思傑           | 童星演員 演員名單顯示為王大為                                     |
| 1975年 | 女捕快                   | 童年焦炎兒     | 童星演員                                                          |
| 1975年 | 我在戀愛                 | 小弟           | 童星演員 演員名單顯示為王大為                                     |
| 1977年 | 阿Sir毒后老虎鎗/以毒攻毒 |                | 童星演員                                                          |
| 1977年 | 洪熙官                   | 童年洪文定     | 童星演員 演員名單顯示為王大為                                     |
| 1977年 | 蕩婦冤魂                 | 村童           | 童星演員                                                          |
| 1977年 | 紅樓春夢                 | 僕人           | 童星演員                                                          |
| 1978年 | 殺絕                     | 少年“無名無姓” | 童星演員 演員名單顯示為王大衛                                     |
| 1988年 | 天才小兵                 | 排長張世傑     |                                                                   |
| 1989年 | 七匹狼                   | 駱世豪         | 當年創下八千多萬台幣的票房紀錄                                    |
| 1989年 | 七匹狼2                  | 駱世豪         |                                                                   |
| 1991年 | 至尊無上II之永霸天下     | 仇             |                                                                   |
| 1992年 | 戰龍在野                 | 王仁傑         | 1990年11月22日~12月8日 法國外景；1990年12月31日南非、纳米比亚外景 |
| 2000年 | 小李飛刀之飛刀外傳       | 李尋歡         |                                                                   |
| 2000年 | 愛與誠                   | 王一           |                                                                   |
| 2000年 | 飆車之車神傳說           | 王飛           | 官網（页面存档备份，存于）                                        |
| 2001年 | 陰陽愛                   | 阿盾           |                                                                   |
| 2002年 | 飄忽男女                 | 阿龍           | 客串演出，香港片名為情緣汽水機                                    |
| 2002年 | 賭神之神                 | 林在紹         | 官網（页面存档备份，存于） 基督教福音電影，根據真實故事改編       |
| 2002年 | 這個夏天有異性           | Danny          |                                                                   |
| 2004年 | 衝鋒陷陣                 | 阮北進         | 香港片名為重案黐孖GUN                                             |
| 2004年 | 新警察故事               | 黃森           | 客串演出                                                          |

### 電視劇
| 年代   | 片名                 | 角色           | 備註 |
| 1985年 | 一代佳人             |                | 第3集 |
| 1990年 | 養子不教誰之過       | 彭永欽         | 片酬一小時12萬，為當時臺灣最高片酬，僅次於港星鄭少秋一小時15萬                                                  |
| 1992年 | 血濺塘西             | 連家榮         | 為無綫電視25週年台慶劇，創下39%的超高收視率                                                                     |
| 2003年 | 衝上雲霄             | 王祖培（Josh） | 第32、35、36集（客串），2003年11月播放                                                                          |
| 2003年 | 血殺                 | 張立創(Jason)  | 電視電影，與陳文媛、向海嵐、曹永廉合演，於2003年12月21日 星期日 晚上9時30分播放                                 |
| 2005年 | 老婆大人             | 戴智雄         | 戴官（主任裁判官）                                                                                              |
| 2009年 | 論盡一家人之未完的歌 |                | 香港電台電視節目《論盡一家人》的其中一個單元劇，王傑客串演出                                                    |
| 2011年 | 上海灘之俠醫傳奇     | 洪日           | 官網（页面存档备份，存于） 2004年便拍攝完畢，延宕至2011年於亞洲電視播映，原由王傑演唱的主題曲「舊薔薇」也被更換 |

### 音樂特輯
| 年代   | 名稱               | 角色       | 備註 |
| 1989年 | 潮 來自臺灣的歌聲  | 無         | 為中國中央電視台製作的音樂特輯，集結當時台灣的流行歌曲播出                                                          |
| 1989年 | 浪子心曲           | 無         | 王傑音樂自傳電視特輯，香港電視廣播有限公司跨海來台特別拍攝                                                          |
| 2000年 | 長崎傷愛           | Hello/Carl | 為音樂特輯，結合無線電視台慶與宣傳新專輯《HELLO!》，特別找來楊恭如、袁潔瑩擔任女主角，並前往日本取景                |
| 2002年 | 愛不起             | 阿傑       | 宣傳新專輯《愛與夢》拍攝的音樂電影，首映禮於香港大學會堂舉行                                                        |
| 2003年 | 我愛的你愛的小角色 |            | 宣傳新專輯《愛我的我愛的王傑》，共分為6個不同的主題短片，找來了許多英皇的藝人參與演出，於2003年3月24日連續2星期播放 |

### 廣播劇
| 年代   | 名稱           | 角色   | 備註                                                                         |
| 1990年 | 情是永遠著迷   |        | 與林憶蓮合演                                                                 |
| 2000年 | 死亡之擁抱     |        | 與梁詠琪合演                                                                 |
| 2001年 | 高校怪談       | 高文傑 | 與張智霖、李麗珍、袁潔瑩、羅蘭合演，由香港商業電台播出                       |
| 2001年 | 迷迭飄香       | 方雄   | 與彭羚、高晨維合演，由新城電台播出                                           |
| 2001年 | 一對手的戀愛   |        | 與葉童合演，由新城電台播出                                                   |
| 2002年 | 愛不起         |        | 與鄭希怡和蔣雅文合演，為了宣傳新專輯《愛與夢》而錄製的廣播劇，由新城電台播出 |
| 2002年 | 落入凡間的天使 |        | 與陳奕迅、容祖兒、Twins、陳冠希合演，由商業電台播出                          |

## 廣告代言
1988年
- 三陽風速125廣告（臺灣，平面及電視廣告）

1990年
- 鐵達時手錶天長地久系列廣告（香港，平面及電視廣告）
- 母親節公益廣告（臺灣，電視廣告）

2000年
- 康泰旅行社廣告（香港，電視廣告）
- 世界黃金協會金心首飾（中國，平面及電視廣告）
- 柏麗絲護髮用品（中國，平面及電視廣告）
- 紅十字會捐血公益廣告（香港，電視廣告）
- Smalto法國時裝廣告（香港，平面廣告）

2001年
- Alcatel手提電話（香港，平面及電視廣告）
- 愛登堡便服（中國，平面及電視廣告）

2002年
- 龍之步時尚運動鞋（中國，平面及電視廣告）
- 東威牌摩托車（中國，平面及電視廣告）

2003年
- 龍之步時尚運動鞋（中國，平面廣告）
- France Bridal法國婚紗（香港，平面廣告）
- 東威牌摩托車（中國，平面及電視廣告）
- 愛登堡便服（中國，平面及電視廣告）

2004年
- 愛登堡便服（中國，平面及電視廣告）
- 龍之步時尚運動鞋（中國，平面廣告）

2005年
- 日城世家便服（中國，平面廣告）
- 新世界傳動網 星Mobile（香港，平面及電視廣告）
- 龍之步時尚運動鞋（中國，平面廣告）

2006年
- 舒感內衣（中國，平面廣告）
- 派狼服飾（中國，平面廣告）
- 龍之步時尚運動鞋（中國，平面廣告）

2007年
- 龍之步時尚運動鞋（中國，平面廣告）
- 舒感內衣（中國，平面廣告）
- 派狼服飾（中國，平面廣告）

2008年
- 龍之步時尚運動鞋（中國，平面廣告）
- 舒感內衣（中國，平面廣告）

2013年
- 喜多兄弟食品（中國，平面及電視廣告）

2014年
- 喜多兄弟食品（中國，平面及電視廣告）
- 幸福來參茶（中國，平面及電視廣告）

2015年
- SAST先科電子（中國，平面及電視廣告）
- 元高陶瓷（中國，平面廣告）

## 個人榮譽與獎項
1988年
- 1988年11月5日 第25屆金馬獎：最佳電影插曲【一場遊戲一場夢】《黃色故事》
詞、曲：王文清／唱：王傑
- 唱片《忘了你忘了我》榮獲1988年臺灣「十大暢銷唱片」冠軍

1989年
- 1989年4月30日 第一季勁歌金曲季選 獲獎歌曲：《可能》
- 1989年7月30日 第二季勁歌金曲季選 獲獎歌曲：《幾分傷心幾分痴》
- 1989年10月29日 第三季勁歌金曲季選 獲獎歌曲：《誰明浪子心》
- 香港IFPI本地白金唱片《故事的角色》
- 全世界销量突破50白金

1990年
- 1990年1月6日 第十二屆十大中文金曲：最有前途新人獎金獎
- 1990年1月6日 第十二屆十大中文金曲：作曲獎
- 1990年1月6日 第十二屆十大中文金曲：十大中文金曲《誰明浪子心》
- 1990年1月20日 臺灣金曲龍虎榜首屆(1989年度)冠軍 獲獎專輯：《孤星》
- 1990年1月21日 1989年度十大勁歌金曲：最受歡迎新人獎
- 1990年1月21日 1989年度十大勁歌金曲：十大勁歌金曲《誰明浪子心》
- 1990年1月24日 1989年度叱吒樂壇流行榜：叱吒樂壇全港電台播放率最高生力軍男歌手金獎
- 1990年4月1日 第一季勁歌金曲季選 獲獎歌曲：《人在風雨中》
- 1990年6月17日 第十二屆金唱片頒獎典禮 香港IFPI本地金唱片《一場遊戲一場夢》香港IFPI本地白金唱片《誰明浪子心》《人在風雨中》
- 當選唱片月刊票選1989年點播率最高男歌星

1991年
- 臺灣金曲龍虎榜1991春季亞軍 專輯：《為了愛夢一生》
- 臺灣金曲龍虎榜1991秋季冠軍 專輯：《忘記你不如忘記自己》
- 臺灣金曲龍虎榜1991年度排行 專輯：《忘記你不如忘記自己》第4名
- 臺灣金曲龍虎榜1991年度排行 專輯：《為了愛夢一生》第18名（同年兩張專輯上榜）
- 1991年6月30日 第二季勁歌金曲季選 獲獎歌曲：《今生無悔》
- 1991年12月22日 第四季勁歌金曲季選 獲獎歌曲：《心痛》
- 全世界銷量突破250白金

1992年
- 1992年2月 台視《強棒出擊》男性夢中情人
- 1992年6月 第二季勁歌金曲季選 獲獎歌曲：《封鎖我一生》
- 1992年12月26日 臺灣十大偶像頒獎典禮 臺灣十大最受歡迎偶像：第四名 （前三名為劉德華、林志穎、郭富城）
- 1992年12月26日 臺灣十大偶像頒獎典禮：最佳歌藝偶像

1993年
- 1993年1月3日 臺灣金曲龍虎榜1992年度國語總排行榜第二位 專輯：《All By Himself》
- 1992年亞洲華語唱片排行榜　第一名：《英雄淚》
- 1992年亞洲華語唱片排行榜　第五名：《All By Himself》

2000年
- 中國原創歌曲總評榜（99年度總選）：亞太區最受歡迎男歌手獎
- 港台優秀國語歌曲榜冠軍歌曲：《情卻》
- 第一季勁歌金曲季選 獲獎歌曲：《心癮》
- 第二季勁歌金曲季選 獲獎歌曲：《我會知道幾时要退》
- 第三季勁歌金曲季選 獲獎歌曲：《傷心1999》
- 新城勁爆頒獎禮：勁爆歌曲獎 《心癮》
- TVB8金曲榜：十五首金曲 《傷心1999》

2001年
- 中國原創音樂流行榜總選：全國榮譽至尊歌手大獎
- 中國原創音樂流行榜總選：優秀男歌手獎（香港區）
- 中國原創音樂流行榜總選：十二首金曲（港臺） 《傷心1999》

2002年
- TVB8金曲榜：極品推薦歌曲獎 《我是真的愛上你》

2003年
- 音樂先鋒榜2002年度頒獎禮暨粵港音樂先鋒會：傑出歌手獎
- 無線電視勁歌金曲第一季季選最受歡迎國語歌曲獎 《在你背後》
- 廣州電視台勁歌王2003季選頒獎典禮：十首金曲 《在你背後》
- 廣州電視台勁歌王2003季選頒獎典禮：最佳國語歌曲獎 《在你背後》
- TVB8金曲榜：極品推薦歌曲獎 《我比他好》
- 勁歌王頒獎典禮：金曲獎（國語）《我比他好》
- IFPI大奖（全臺灣1000萬销售量）

2004年
- 江蘇音樂台頒獎禮：十大金曲
- 江蘇音樂台頒獎禮：最佳創作男歌手
- 新城國語力頒獎禮：新城國語力歌曲 《不孤單》

2007年
- 中央廣播電台台灣之音龍虎榜冠軍歌曲：別了瘋子（兩週冠軍）
- 中央廣播電台台灣之音龍虎榜冠軍歌曲：分心（兩週冠軍）
- 中央廣播電台台灣之音龍虎榜冠軍歌曲：酸雨（兩週冠軍）
- CCTV中國文藝榜港台音樂男歌手獎：季榜 亞軍
- CCTV中國文藝榜港台音樂男歌手獎：年榜 季軍

2008年
- 新加坡金曲獎yes933醉心龍虎榜《金曲權威二十五》：最具代表性25位歌手
- 無線娛樂搜索風雲榜：年度最受歡迎男歌手　（第7位）

2024年
2023年度華語金曲獎國語十大唱片《這場遊戲那場夢》

### 曾提名獎項
| 年份   | 獎項                              | 備註                        |
| 1990年 | 第1屆台湾金曲奖最佳男演唱人獎     | 孤星 是否我真的一無所有專輯 |
| 1992年 | 第3屆台湾金曲奖最佳演唱專辑獎     | 專輯《為了愛夢一生》        |
| 1993年 | 第4屆台湾金曲奖最佳國語男演唱人獎 | all by himself, 英雄淚專輯  |
| 1993年 | 第5屆台湾金曲奖最佳年度歌曲獎     | 以『回家』一首歌            |
| 1993年 | 第1屆新加坡金曲獎最受歡迎男歌手獎 |                             |
| 1994年 | 第2屆新加坡金曲獎最受歡迎男歌手獎 |                             |
| 1994年 | 第2屆新加坡金曲獎最佳金曲獎       | 以『路』一首歌              |
| 2000年 | 第37屆金馬獎最佳電影歌曲獎        | 愛與誠主題曲『我想她』      |

## 公益與慈善活動
王傑篤信佛教、熱衷慈善與公益活動，令人印象深刻的事蹟是在1991年7月28日因華東水災而舉辦的「送愛心到大陸」晚會中，現場就捐出了新台幣100萬元做為救災基金，為港台兩地捐款最多的藝人。
由於王傑從小生長背景並不順遂，讓他深感關懷兒童的重要性，也投入許多相關的慈善活動，並受到中華兒童福利基金會的表揚，曾替華視義務拍攝「母親節公益廣告」、中華兒童福利基金會拍攝「關懷兒童公益廣告」，並創作主題曲「我需要你」，更在《一生心碎》香港發片宣傳期時，返台參加「保護兒童 散播溫情」晚會義演。
1992年1月，王傑加入台北縣家扶中心「受虐兒童之友」行列，除了定期捐款以外，每個月也會認養一名兒童；同年7月成立「王傑朋友會」，希望透過一己的號召，結合歌友的力量，共同推動有益社會公益的活動，並在8月的宣誓大會當天，捐出入會費20萬元給「中華民國殘障才藝協會」、「樹仁殘障福利事業基金會」。王傑並呼籲歌迷們不需要送禮物給他，他希望歌迷們以「王傑朋友會」的名義將這些禮物捐給慈善機關，之後再把收據寄給他，這才是他最愛的禮物，也讓王傑時常收到厚重的一疊「愛心收據」。2007年王傑也加入了中華慈善總會的「中國文化藝術界慈善志願者服務總團」。
王傑曾多次將演唱會酬勞捐出作為慈善基金，或是免費邀請弱勢族群進場觀看其個人演唱會：
- 1990年香港紅磡香港體育館「真情演唱會」，捐出1000張的門票收入作為「東華三院」的基金[123]。
- 1991年8月「忘記自己」全國巡迴愛心歌友演唱會與「樹仁殘障基金會」合作，安排500個名額請殘障人士到場觀看[124]；同年9月在彰化舉辦「愛心演唱會」，並將募款所得悉數捐給家扶中心做為建館基金[125]。
- 1992年2月在「你愛的王傑愛你」演唱會中，以個人酬勞招待500位高雄紅十字會、省立育幼院孤兒進場觀看。
- 2000年在香港復出後的「Giving For The Children」演唱會，部份收益亦撥捐「香港保護兒童會」[126]。
- 2000年受邀在太陽報上連載個人專欄--「浪子心癮」，將港幣五位數的稿費全數捐予「太陽報愛心基金」（連同「東方日報慈善基金」和《好報》於2016年3月11日終止運作）。
- 2003年在台北舉辦的「王傑經典慈善演唱會」更是將當天的收入全數捐予公益團體。
- 2014年王傑擔任「中國婦女發展基金會」的「守護童年愛心大使」，4月9日前往「北京昌平盛基藝術學校」進行慈善活動（該校為民辦藏族孤兒藝術中學，學生都是來自汶川、玉樹地震災區的孤兒）除了在活動現場捐贈人民幣10萬元外，並購置了鋼琴、吉他、口琴、豎笛以及水果、肉類食品等生活物資，另外也捐出北京演唱會門票100張免費招待該校孩童們觀看演唱會[127]。4月17日又赴雅安繼續公益活動，並再度捐助物資及為180多戶貧困家庭捐購了"母親郵包"[128][129]。
- 2015年1月，王傑在個人微博上轉發了一則新聞，內容為深圳當地一名罹患重度地中海貧血女童（小詩茗），缺錢動手術的訊息，希望微博上的歌迷、網友們能多多轉發該則訊息，並盡一點心力幫助女童[130]，王傑也在私下捐助十萬元人民幣做為女童的手術費用[131]。，最後在網友及各地善心人士們的支持下，成功幫助了女童湊足了六十萬元的手術費用，深圳當地的報紙編輯部更撰文感謝王傑的用心及善舉[132][133][134]。
- 2015年6月，王傑在六一兒童節當天捐贈61張簽名門票，並將善款全部捐給「兒童希望之家」，為腦癱孤兒籌集助養費[135][136]。

復出香港樂壇後依舊參與許多的慈善演出和公益活動：
- 1999年參與「送暖到台灣」香港關懷台灣921地震義演、「歡樂滿東華」慈善募款晚會上表演亡命飛車（飛越10部汽車）[137]、「慈善星輝仁濟夜」募款活動中表演吊鋼絲，凌空到八十呎放煙火[138]。
- 2001年被委任為「無國界村民大使」赴菲律賓訪視，王傑亦自掏腰包幫當地貧童買鞋[139]。
- 2003年參與英皇舉辦的世代無肝炎慈善募款演唱。
- 2005年參與為南亞海嘯募款的「攜手送暖到南亞」慈善活動[140]。

| 年份   | 擔任大使                                               |
| ------ | ------------------------------------------------------ |
| 2000年 | 無國界村民大使 保護兒童協會大使 保良局兒童健康愛心大使 |
| 2001年 | 香港哮喘會關懷大使 傷健兒童愛心大使 星火愛心大使       |
| 2005年 | 公益宣傳形象大使（上海文化發展基金會）                 |
| 2014年 | “守護童年”愛心大使（中國婦女發展基金會）               |
| 2015年 | “守護童年”愛心大使（中國婦女發展基金會）               |

## 特別經歷
- 王傑自少年時代就十分喜歡許冠傑，因此經常在他的個人演唱會或其他表演場合上翻唱許冠傑的歌，曾翻唱“天才白痴往日情”並收錄於個人粵語專輯《封鎖我一生》中，改編自此曲的國語版“為了愛夢一生”，更成為他的代表作。而在歌曲面世十年之後，王傑更親自向許冠傑邀歌，而許氏為答謝王傑將其歌曲唱紅，就寫下了《一個孤獨的理由》給王傑演唱。
- 王傑年輕時曾在金門當兵幾年，入選兩棲偵察營（又名海龍蛙兵），曾任教官。
- 王傑曾在一間四川菜館做過廚師（二廚）
- 1999年王傑曾經獨自飛越十部小轎車，為了香港慈善活動籌款。[147]
- 近年，據著名歌手陳昇透露王傑當時在臺灣地區內銷量遠勝於他[148]。
- 王傑曾透露青少年時期十分欣賞女歌手陳秋霞
- 曾與父親王俠在1985年《一代佳人》中重逢，那時他只是群眾演員，平日充當特技人或替身。

### 意外事件
- 王傑在出道之前曾經擔任過替身演員, 常常滿身是傷痕, 19歲時, 在一次拍攝飛車鏡頭, 王傑回憶: 「地點在建築工地，一直以來，我自認頗了解機車的性能，對駕駛技術也駕輕就熟，但，Camera開動後，仍逃不掉失事的命運，車子整個撞上了建築工地的鋼筋，當時，我以為一定必死無疑了。我當然最後死裡逃生，不然現在不可能坐在這裡。我是清清楚楚的感到機車正失去控制，在衝向鋼筋的一剎那，腦海中閃過千分之一秒的人生畫面，從前的回憶在一次翻動，一幕幕經歷過的景象重現，是如此的迅速，而且清晰無遺。」[149]

## 感情生活
- 初戀對象是中學時的一位美、法混血兒同學—德莎。暑假時，德莎回美國度假，但開學後卻不見歸來，後才得知她在美國發生交通意外身亡。王傑簽約飛碟唱片後，將原本要送給女孩的歌曲及這段往事，交給公司的作詞家陳樂融填詞，陳將「德莎」這名字改為更琅琅上口的「安妮」，並依製作人李壽全的意見將詞走白話到頂的路線[150]，歌曲收錄在首張唱片《一場遊戲一場夢》之中。
- 第一任妻子於王傑當兵時離開，留下女兒王筱翠。王傑成名經濟狀況改善後，多次想找回前妻，不過音訊全無。多年後王傑才知道原來其母親曾經從中作梗。王因此不諒解其母。在訪談節目中，提及這是他人生的遺憾之一[151]。歌曲《沒有黎明的我》《戲言》等歌曲的歌詞即有反映王傑和前妻的感情。
- 剛出道時與方文琳的緋聞廣為人知，當時曾寫歌給方文琳，並盛傳兩人正交往，在2010年10月份小燕之夜節目中，王傑披露當年的一段感情，而具體對象不確定為何人，可能是方文琳。
- 1992年拍攝音樂錄影帶時，與模特兒莫綺雯認識並傳出戀情，1993年4月27日結婚，生下兒子王城元，兩人於1997年離婚。王傑自香港復出之後，雙方因兒子監護權涉訟，因當時香港媒體對王傑的負面報導，法院將兒子監護權判給莫綺雯，並下令王傑在未經莫綺雯同意之下不准接近兒子，因此王傑曾長達10年未見兒子，並寫了「如果我老了你還愛不愛我」這首歌表達心情[152][153]。

## 外部連結
- 王傑的傳奇影片專輯
- 王傑的新浪微博
- Dave Wang 王傑的Facebook專頁
- 王傑在互联网电影资料库（IMDb）上的資料（英文）
- 王傑在香港影庫上的簡介
- 王傑在豆瓣上的资料（简体中文）
- 王傑在时光网上的簡介（简体中文）